# Liste von Anschlägen im Schienenverkehr
In dieser Liste von Anschlägen im Schienenverkehr sind Ereignisse aufgenommen, bei denen der Vorsatz bestand, gezielt einen Schienenverkehrsunfall herbeizuführen oder die Infrastruktur zu schädigen.
Unfälle und Schadensereignisse, die sich im normalen Betrieb ereigneten und nicht auf gezielte äußere Einwirkung zurückzuführen sind, werden in der Liste schwerer Unfälle im Schienenverkehr und Kesselzerknall erfasst.

## 19. Jahrhundert

### 1801 bis 1850
Priestewitz ( Sachsen)
7. April 1839 – Missgünstige Konkurrenten von Johann Andreas Schubert, dem Konstrukteur der SAXONIA, hätten eine Weiche verstellt, so dass die Lokomotive auf eine andere, abgestellte Lokomotive auffuhr. Der Sachschaden sei gering gewesen. Diese Geschichte wird heute als Anekdote eingestuft.
Weinheim ( Baden)
23. September 1848 – Im Zuge der Badischen Revolution beschädigten Revolutionäre den Oberbau der Bahnstrecke Frankfurt am Main–Heidelberg. Zwei Lokomotiven, die einen Leerzug zogen, entgleisten und stürzten vom Bahndamm. Das Zugpersonal kam mit dem Leben davon.

### 1851 bis 1900
Platte River ( Vereinigte Staaten)
3. September 1861 – Bei einem Anschlag auf die Platte-Brücke durch Guerillakämpfer der Südstaaten im Amerikanischen Bürgerkrieg auf einen Zug der Nordstaaten kamen knapp 20 Personen ums Leben. Der Anschlag betraf einen gemischten Zug der Hannibal and St. Joseph Railroad und eine Brücke auf deren Bahnstrecke, die als erste den Staat Missouri querte. Sie erschloss unter anderem den östlichen Endpunkt des Pony Express in Saint Joseph und war damit von erheblicher strategischer Bedeutung. Die Guerillas beschädigten die Stützen der etwa 50 Meter langen Brücke über den Platte River so, dass dies vom Zug aus nicht zu erkennen war. Als in der Dunkelheit gegen 23:15 Uhr der Zug von Hannibal nach St. Joseph auf die Brücke fuhr, brach diese unter dem Zug mit seinen etwa 100 Reisenden zusammen und seine Fahrzeuge stürzten zehn Meter tief in den Fluss. Die Armee der Union gab den Befehl aus, die Guerillas zu verfolgen und zu erschießen. Die Konföderation reklamierte das Attentat als kriegsrechtlich zulässige Handlung.
Cincinnati ( Vereinigte Staaten)
Mai 1865 – Ein Zug der Ohio and Mississippi Railway, nach St. Louis unterwegs, wurde 22 km nördlich von Cincinnati zum Entgleisen gebracht, Reisende und Gepäckwagen von den Tätern geplündert. Dieser Raubzug gilt als erster der „klassischen“ Eisenbahnüberfälle, mit denen die US-amerikanischen Eisenbahnen in den folgenden drei Jahrzehnten zu kämpfen hatten.
Beja ( Portugal)
18. September 1865 – Wegen einer absichtlichen Beschädigung am Oberbau wurde ein Zug durch eine Notbremsung angehalten. Dabei wurden Reisende aus dem Zug geschleudert. Drei Tote und zwei Schwerverletzte waren die Folge.
Modena ( Königreich Italien)
20. Oktober 1865 – Attentat auf den Hofzug des italienischen Königs. Es bleibt ohne Erfolg.
Consolaron ( Spanien)
30. März 1871 – In der Nacht überfiel eine Räuberbande das Personal in dem kleinen Bahnhof Consolaron. Sie rissen ein Stück des Gleises aus dem Oberbau und zerstörten die Telegrafenleitung. So brachten sie den Nachtschnellzug von Sevilla nach Madrid zum Entgleisen. Zwei Polizisten und ein Armeeoffizier, die mit dem Zug unterwegs waren und sich wehrten, wurden erschossen. Anschließend wurden die Reisenden und der Packwagen geplündert. Allein hier betrug die Beute 125.000 Francs. Anschließend setzte sich die Bande in die Berge ab.
Schwarzenau ( Österreich)
4. November 1875 – Durch das Lösen der Befestigungen eines Gleisstücks der äußeren Schiene in einer Kurve, die beim Bahnhof Schwarzenau auf einem 10 Meter hohen Damm mit 5 ‰ Gefälle auf eine Brücke zulief, entgleiste ein Personenzug von Wien Franz-Josefs-Bahnhof nach Prag entlang der Tangente des Kurvenbogens. Mindestens neun Menschen starben.
Moskau ( Russland)
1. Dezember 1879 – Nihilisten verübten auf den Hofzug des Zaren Alexander II. einen Sprengstoffanschlag, der jedoch ohne Folgen blieb.
Neapel ( Königreich Italien)
20. Juli 1880 – Attentat auf den Hofzug des italienischen Königs. Es bleibt ohne Erfolg.
Chillón ( Spanien)
27. April 1884 – Nachdem unbekannte Täter eine Brücke über den Fluss Alcudia beschädigt hatten, stürzt ein Zug in den Fluss. 59 Menschen kamen dabei ums Leben. Dies war der bis dahin schwerste Eisenbahnunfall in der Geschichte Spaniens.
Charkow ( Russland)

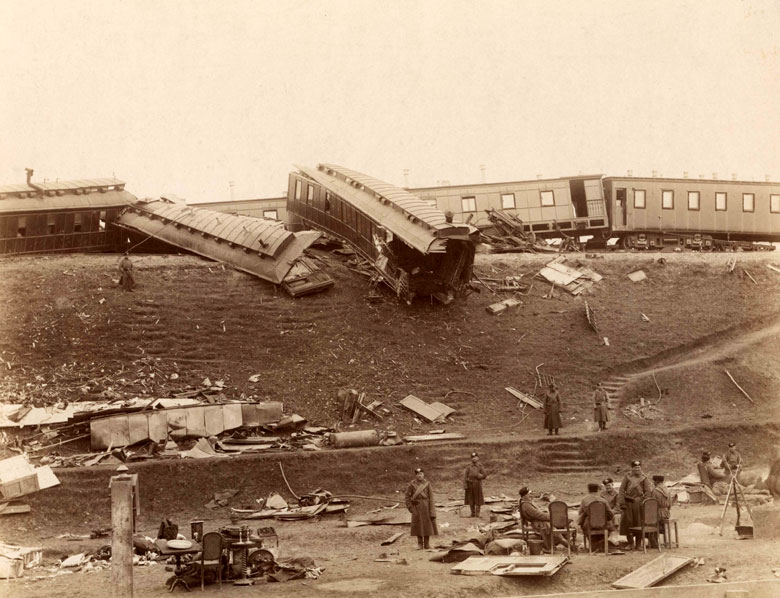
Verunglückter Hofzug des Zaren

17. Oktoberjul. / 29. Oktober 1888greg.: Vermutlich kein Attentat lag dem Unfall des Hofzuges des Zaren Alexander III. bei Borki zugrunde. Allerdings hielten sich diesbezüglich hartnäckig Gerüchte. Der Zug entgleiste auf der Fahrt von der Krim nach St. Petersburg südlich von Charkow. 23 Reisende starben. Die Angaben zu den Verletzten schwanken zwischen 12 und 36 Personen. Die Zarenfamilie blieb unverletzt, obwohl der Speisewagen, in dem sie sich zum Unfallzeitpunkt aufhielt, stark beschädigt wurde. Die Unfallursache wurde nie aufgeklärt, da sich Bahngesellschaft und Staatsbeamte gegenseitig die Schuld zuwiesen. Vermutlich war die Unfallursache eine Kombination aus einem zu schweren Zug, der zu schnell auf unzureichendem Oberbau fuhr.
Lincoln ( Vereinigte Staaten)
9. August 1894: – Auf einer 13 Meter hohen und etwa 130 Meter langen Fachwerkbrücke der Chicago, Rock Island and Pacific Railroad wurden bei Wilderness Park in Lincoln, Nebraska, Schienennägel entfernt. Ein Zug aus Fairbury, Nebraska, der aus einer Lokomotive und zwei Reisezugwagen bestand, überquerte die Brücke gegen 21:20 Uhr. Der Zug entgleiste und stürzte ab. Die Feuerbüchse der Lokomotive brach auf und die hölzernen Wagen fingen Feuer. Elf der 33 Fahrgäste des Zuges kamen ums Leben. Die Untersuchung ergab, dass die Bahnanlage vorsätzlich beschädigt worden war und der Zug deswegen entgleiste. Die Polizei verhaftete den Afroamerikaner George Washington Davis, der zum Zeitpunkt des Unfalls in der Nähe der Unfallstelle gesehen worden sein soll. Nach zwei Prozessen vor einer Jury wurde er in einem reinen Indizienprozess – er selbst bestritt die Tat immer – wegen Totschlags verurteilt. Eine Verurteilung wegen Mordes scheiterte. Ein Motiv konnte ihm nie nachgewiesen werden. Er wurde nach zehn Jahren durch Gouverneur John H. Mickey begnadigt.

## 20. Jahrhundert

### 1901 bis 1910
Horrem (Kerpen) ( Deutsches Reich)
28. November 1901 – Gegen 19 Uhr entgleiste der Personenzug Nr. 640 von Verviers nach Köln Hauptbahnhof in der Nähe des Bahnhofs Horrem, weil eine ausgewechselte alte Schiene, die zwischen den Gleisen gelagert war, quer über das Gleis gelegt und mit Draht befestigt worden war. Vier Tote, drei Schwerverletzte und zwölf Leichtverletzte waren die Folge.
Drebkau ( Deutsches Reich)
29. Mai 1903 – Beim Bahnhof Drebkau entgleiste der Personenzug Nr. 983 auf der Bahnstrecke Großenhain–Cottbus, nachdem ein betrunkener Zimmermann eine neben der Strecke gelagerte Bahnschwelle quer über das Gleis gelegt hatte. Die Lokomotive und drei folgende Wagen entgleisten, wobei der der Lokomotive direkt folgende Wagen vollständig zertrümmert wurde. Ein Toter, drei Schwer- und fünf Leichtverletzte waren die Folge.
Zwischen Aachen und Köln ( Deutsches Reich)
Sommer 1906 – Ein Geistesgestörter brachte den „Orient-Express“ zum Entgleisen, ohne dass nennenswerter Sachschaden entstand. Vermutlich handelte es sich um den Ostende-Wien-Express. Der Orientexpress befuhr diese Strecke nicht.
Rehfelde ( Deutsches Reich)
3. September 1907 – Nachdem bei einem Schienenstück die Befestigungsschrauben in den Schwellen gelockert worden waren, entgleiste nachts der Schnellzug Nr. 6 von Insterburg nach Berlin mit einer Geschwindigkeit von ca. 85 km/h beim Bahnhof Rehfelde. Ein Teil der Wagen stürzte um. Fettgasbehälter im Speisewagen brachen, das Gas strömte aus und entzündete sich. Der Wagen verbrannte vollständig, die beiden benachbarten Wagen je zur Hälfte. Ein Reisender verbrannte, darüber hinaus wurden acht Menschen verletzt. Für die Ergreifung des Täters oder der Täter wurde eine Belohnung von zunächst 2.000 Mark ausgesetzt, die später auf 5.000 Mark erhöht wurde – vergeblich.

### 1911 bis 1920
Sarry ( Frankreich) – Absturz nach Brückensprengung
17. September 1914 – Französisches Militär sprengte eine Brücke über die Marne bei Sarry, ohne die zuständigen Eisenbahner zu verständigen oder die Strecke selbst zu sichern. Ein Lazarettzug stürzte in die entstandene Lücke. 57 Menschen kamen ums Leben.
Rossendale-Edenfield ( Vereinigtes Königreich)
25. September 1916 – Bei einem Bombenangriff durch ein deutsches Zeppelin-Luftschiff wurde der Bahnhof von Ewood Bridge and Edenfield an der Bahnstrecke von Bury nach Bacup zerstört.
Homburg ( Deutsches Reich)
9. Februar 1917 – Bei Homburg, auf der Bahnstrecke Mannheim–Saarbrücken, entgleiste der D 32 nach einem Luftangriff.
London ( Vereinigtes Königreich)
13. Juni 1917 – Deutsche Flugzeuge des Typs Gotha G.I bombardierten während des Ersten Weltkriegs unter anderem den Bahnhof Liverpool Street. Dies war der erste derartige Angriff. Eine 1000-Pfund-Bombe traf den Bahnhof und tötete 162 Menschen, 432 wurden darüber hinaus verletzt.
Gjunis ( Serbien)
11. Oktober 1917 – Bei Gjunis auf der Bahnstrecke Belgrad–Niš wurden Schienen gesprengt. Dadurch entgleiste ein „Transportzug“, dessen sämtliche Fahrzeuge einen Bahndamm hinab stürzten. Es gab zahlreiche Tote und Verletzte.
Schneidemühl ( Deutsches Reich)
20. Januar 1920 – Zwischen Schönlanke und Schneidemühl lösten drei Täter die Verschraubung der Schienen und brachten damit einen Güterzug zum Entgleisen. Ein nachfolgender Schnellzug konnte nicht mehr rechtzeitig gewarnt werden und fuhr in die Trümmer. Im Zug gab es 18 Tote und 20 Verletzte. Die drei Attentäter wurden gefasst, zum Tode verurteilt und hingerichtet. Nach anderer Quelle wurden die Todesurteile in lebenslange Haft umgewandelt.

### 1921 bis 1930

#### 1921 bis 1922

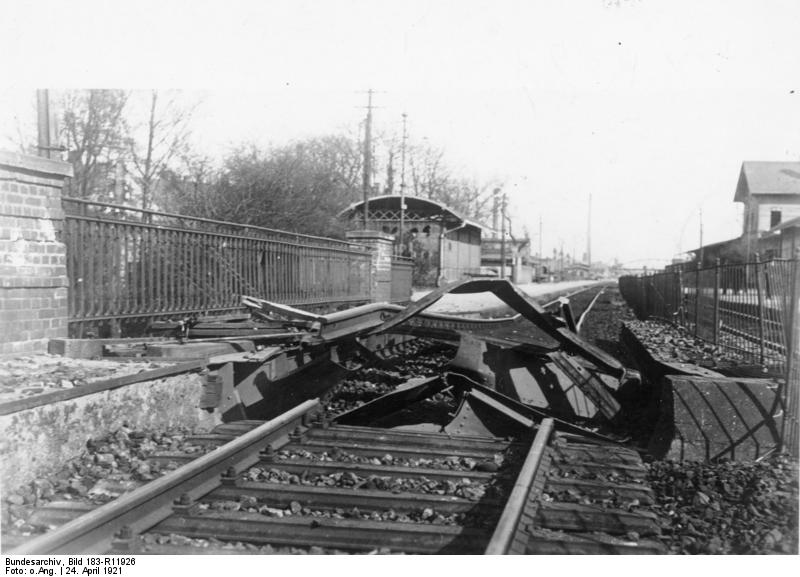
Sprengstoffanschlag in Ammendorf am 24. April 1921

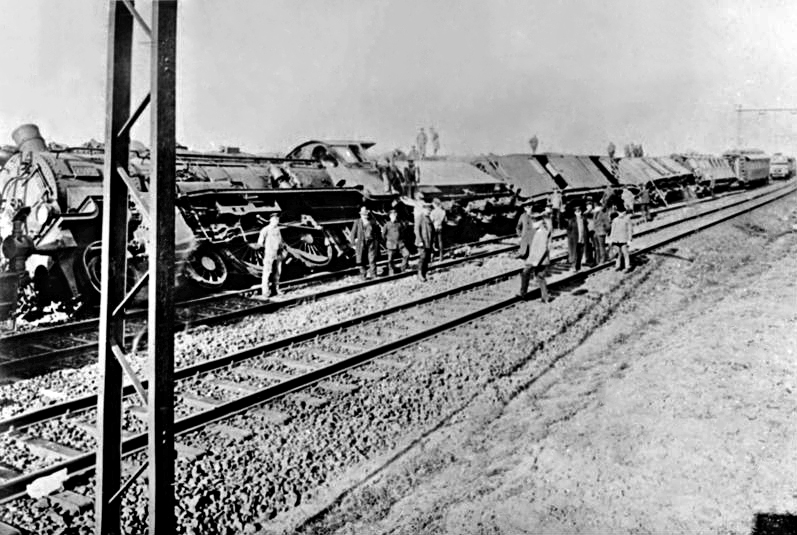
Folgen eines Eisenbahnattentats während der Märzkämpfe

Hettstedt ( Deutsches Reich)
März 1921 – Im Zuge der Märzkämpfe in Mitteldeutschland sprengten Aufständische einen Teil des Empfangsgebäudes in Hettstedt.
Ammendorf (heute Halle Süd) ( Deutsches Reich)
16. März 1921 – Im Zuge der Märzkämpfe in Mitteldeutschland lösten linksradikale Arbeiter Gleisbefestigungen auf der zweigleisigen Strecke. Zwei Güterzüge entgleisten, drei Eisenbahner starben.
Ammendorf (heute Halle Süd) ( Deutsches Reich)
24. April 1921 – Im Zuge der Märzkämpfe in Mitteldeutschland erfolgte ein Sprengstoffanschlag auf die Bahnstrecke Halle–Bebra, ohne dass ein Zug zu Schaden kam.
Dundalk ( Vereinigtes Königreich)
25. Juni 1921 – Nach einem Sprengstoffattentat entgleiste ein Sonderzug für die königliche Eskorte und stürzte von einem Bahndamm. Drei Menschen sterben, 20 wurden schwer verletzt. Zwei der Attentäter wurden in einem anschließenden Gefecht erschossen.
Friemersheim ( Deutsches Reich)
17. März 1923 – Beim Eisenbahnunfall von Friemersheim stieß aufgrund von Sabotage auf der Bahnstrecke Duisburg-Ruhrort–Mönchengladbach eine Lokomotive mit einem französischen Militärzug zusammen. Mindestens 40 Menschen starben, eine große Zahl wurde verletzt.
Zwischen Leipzig und Halle ( Deutsches Reich)
16. Mai 1921 – Im Nachklang der Märzkämpfe in Mitteldeutschland erfolgte ein Anschlag auf einen Schnellzug. 5 Menschen starben, zahlreiche wurden verletzt.

#### Alliierte Rheinlandbesetzung 1923 bis 1924
Während der Alliierten Rheinlandbesetzung kam es zu zahlreichen Sabotageakten deutschen Bahnpersonals und Dritter gegen die von den französischen und belgischen Besatzungsmächten im besetzten Gebiet betriebene Regiebahn. Oft fehlen zu den einzelnen Vorfällen detaillierte Angaben, da die Besatzung grundsätzlich verhinderte, dass Informationen nach außen drangen. Oft lässt sich im Einzelfall nicht mehr entscheiden, ob einen Vorfall ein Anschlag, Mängel an Fahrzeugen und Infrastruktur oder der unsachgemäße Umgang des Militärpersonals mit Fahrzeugen und Vorschriften verursachte.
Mainz-Bischofsheim ( Deutsches Reich)
30. Januar 1923 – Vor dem Abzug der deutschen Eisenbahner beschädigten sie die Drehscheibe, indem sie darin zwei Lokomotiven entgleisen ließen.
Mainz-Mombach ( Deutsches Reich)
Februar 1923 – Durch Sabotage entgleiste eine Lokomotive der Baureihe G 8.
Ingelheim ( Deutsches Reich)
Februar 1923 – Durch falsche Weichenstellung wurde der Schnellzug Mainz–Paris auf ein Stumpfgleis geleitet, konnte aber noch rechtzeitig vor dem Gleisende bremsen.
Ingelheim ( Deutsches Reich)
Februar 1923 – Auf der linken Rheinstrecke wurde ein Schienenstück entfernt. Die Lokomotive eines Zuges aus Köln, eine P 8, entgleiste bei geringer Geschwindigkeit und stürzte um.
Werden/Heisingen ( Deutsches Reich)
13. März 1923 – Sprengung von Gleisen der Ruhrtalbahn zwischen beiden Bahnhöfen durch Albert Leo Schlageter.
Plombières ( Deutsches Reich)14. März 1923 – Eine Bombe explodierte in der Nähe des Göhltalviadukts, eine zweite zündete nicht. Außerdem wurde ein auf den Schienen befestigtes Eisenstück gefunden.
Kalkum ( Deutsches Reich)
15. März 1923 – Sprengung der Brücke über den Schwarzbach. Die Strecke Düsseldorf–Duisburg blieb für einige Tage unterbrochen. Die französische Besatzungsmacht verhaftet deswegen Albert Leo Schlageter und verurteilte ihn zum Tode, was am 26. Mai 1923 vollstreckt wurde.
Friemersheim ( Deutsches Reich)
17. März 1923 – Beim Eisenbahnunfall von Friemersheim stieß aufgrund von Sabotage auf der Bahnstrecke Duisburg-Ruhrort–Mönchengladbach eine Lokomotive mit einem französischen Militärzug zusammen. Mindestens 40 Menschen starben, eine große Zahl wurde verletzt.
Wiesbaden Hauptbahnhof ( Deutsches Reich)
20. März 1923 – Ein aus dem Bahnhof ausfahrender Zug wurde auf ein Stumpfgleis geleitet, überfuhr den Prellbock und stürzte aus fünf Metern Höhe auf einen Schuppen. Unklar ist, ob es ein „normaler“ Unfall war oder ob er durch Sabotage verursacht wurde.
Bonn-Bad Godesberg ( Deutsches Reich)
29. März 1923 – Sprengstoffanschlag.
Essen ( Deutsches Reich)
30. März 1923 – Anschlag auf die Bahnstrecke Wuppertal-Vohwinkel–Essen-Überruhr zwischen Essen-Kupferdreh und Essen-Überruhr.
Ludwigshafen ( Deutsches Reich)
vor Ende März 1923 – Eine Lokomotive wurde in die Grube einer Drehscheibe gefahren.
Werden ( Deutsches Reich)
5. April 1923 – Sprengung des Gleises zwischen Werden und Kettwig.
Essen-Frillendorf ( Deutsches Reich)
8. April 1923 – Anschlag auf eine Bahnstrecke.
Uerdingen ( Deutsches Reich)
8. April 1923 – Eine Zeitbombe explodierte 800 m südlich des Bahnhofs bei der Durchfahrt eines Schnellzugs und zerstört das Gleis.
Bahnhof Gelsenkirchen-Buer Nord ( Deutsches Reich)
10. April 1923 – Sprengung einer Bahnunterführung am Egerplatz.
Schmidtheim ( Deutsches Reich)
11. April 1923 – Das Gleis der Bahnstrecke Hürth-Kalscheuren–Ehrang wurde gesprengt.
Hagen-Vorhalle ( Deutsches Reich)
12. April 1923 – Anschlag auf die Strecke in Richtung Volmarstein.
Gerolstein ( Deutsches Reich)
15. April 1923 – Eine Bombe explodierte im Zug 7078 zwischen Gerolstein und Oberbettingen. Der Lokomotivführer wurde verletzt. Es entstanden Schäden an der Lokomotive und der Eisenbahninfrastruktur.
Düren ( Deutsches Reich)
17. April 1923 – Eine Brücke wurde gesprengt, kurz bevor sie der Schnellzug Brüssel–Köln befahren sollte. In dem Zug reisten auch der französische Minister für öffentliche Arbeiten, Yves Le Trocquer, und der belgische Verteidigungsminister, Albert Devèze. Der Zug konnte noch vor der Brücke halten.
Aachen ( Deutsches Reich)
17. April 1923 – In Aachen-Ronheide wurde ein Sprengstoffanschlag auf Gleisanlagen verübt, ein vorbeifahrender Personenzug beschädigt.
Aachen ( Deutsches Reich)
18. April 1923 – Auf die Bahnstrecke Aachen–Tongeren wurde ein Bombenanschlag versucht. Die Bombe explodierte allerdings nicht.
Aachen ( Deutsches Reich)
nach dem 18. April 1923 – Eine Bombe explodierte in Aachen-Ronheide unter dem letzten Wagen des Schnellzuges Antwerpen–Berlin. Dieser letzte Wagen war allerdings ein Güterwagen, so dass nur Sachschaden entstand.
Recklinghausen ( Deutsches Reich)
24. April 1923 – Anschlag in der Nähe der Blockstelle Grullbad an der Bahnstrecke Wanne-Eickel–Hamburg.
Viersen-Helenabrunn ( Deutsches Reich)
25. April 1923 – Eine Landmine explodierte auf der Bahnstrecke Duisburg-Ruhrort–Mönchengladbach. Der Zug A 4 entgleiste, die Eisenbahninfrastruktur und zahlreiche Wagen wurden beschädigt.
Bobenheim ( Deutsches Reich)
26. April 1923 – Eine Weiche wurde in falscher Stellung arretiert. Ein Zug entgleiste.
Welper? ( Deutsches Reich)26. April 1923 – Sprengung an einem Tunnel.
Blankenstein ( Deutsches Reich)
26. April 1923 – Anschlag auf Eisenbahnanlagen.
Vormholz ( Deutsches Reich)
26. April 1923 – Anschlag auf Eisenbahnanlagen.
Bonn ( Deutsches Reich)
30. April 1923 – Sprengstoffanschlag auf eine Brücke
Brachelen ( Deutsches Reich)
Mai 1923 – Versuchter Sprengstoffanschlag auf die Rur-Brücke der Bahnstrecke Aachen–Mönchengladbach.
Kierberg / Liblar ( Deutsches Reich)
1. Mai 1923 – Eine Landmine explodierte, als Zug 503 vorbeifuhr. Fünf Wagen entgleisten, die Telegrafenleitung wurde beschädigt.
Hattingen ( Deutsches Reich)
1. Mai 1923 – Anschlag auf die Ruhrtalbahn.
Bahnhof Koblenz-Lützel ( Deutsches Reich)
2. Mai 1923 – Brandstiftung zerstört das Stellwerk Nr. 4, die Büros des Güterbahnhofs, die Güterhalle und dort lagernde Fracht.
Wedau / Lintfort ( Deutsches Reich)
2. Mai 1923 – Eine Bombe explodiert, als ein Kohlezug vorbei fährt. Drei beladene Güterwagen entgleisen.
Essen ( Deutsches Reich)
3. Mai 1923 – Anschlag auf eine Brücke am Bahnhof Essen Süd.
Melhem ( Deutsches Reich)
5. Mai 1923 – Sprengstoffanschlag auf die Linke Rheinstrecke.
Düren ( Deutsches Reich)
6. Mai 1923 – Sprengstoffanschlag auf eine Brücke Richtung Langerwehe der Bahnstrecke Köln–Aachen.
Düren ( Deutsches Reich)
7. Mai 1923 – Eine Bombe explodierte, als der D 414 vorbeifuhr. Der Lokführer wurde verletzt, weil die Lokomotive entgleiste.
Bobenheim ( Deutsches Reich)
7. Mai 1923 – Eine Bombe explodierte, als der Zug C 124 vorbeifuhr. Die Lokomotive und 13 Wagen entgleisten.
Euskirchen ( Deutsches Reich)
8. Mai 1923 – Eine Bombenexplosion zerstörte die Eisenbahninfrastruktur Richtung Jünkerath.
Euskirchen ( Deutsches Reich)
8. Mai 1923 – Eine Bombenexplosion zerstörte die Eisenbahninfrastruktur Richtung Düren.
Waltrop ( Deutsches Reich)
10. Mai 1923 – Eine Bombe sprengte eine Brücke in Richtung Lünen Süd und beschädigte die Strecke auf einer Länge von 40 Metern.
Oberhausen ( Deutsches Reich)
12. Mai 1923 – Vor Zug 284, einem französischen Militärtransport, wurde die Brücke über den Emscher gesprengt. Der Zug konnte noch rechtzeitig halten.
Düren ( Deutsches Reich)
12. Mai 1923 – Richtung Elsdorf explodierte auf der Strecke eine Bombe, als Zug C.E. 51 vorbeifuhr. Das Lokomotivpersonal wurde verletzt.
Föhren ( Deutsches Reich)
13. Mai 1923 – An der Moselstrecke explodierte eine Bombe Richtung Schweich. Zug 412 entgleiste, der Lokführer wurde verletzt.
Krefeld ( Deutsches Reich)
17. Mai 1923 – Eine Minenexplosion ließ den Zug C.H. 21 auf der Bahnstrecke Duisburg-Ruhrort–Mönchengladbach, 1200 Meter vom Bahnhof Forsthaus entfernt, entgleisen.
Essen-Horst ( Deutsches Reich)
18. Mai 1923 – Anschlag auf die Ruhrtalbahn.
Krefeld ( Deutsches Reich)
22. Mai 1923 – Ein Gleis wurde mit Eisenstangen blockiert, was allerdings rechtzeitig entdeckt wurde.
Angermund ( Deutsches Reich)
22. Mai 1923 – Unter dem Zug 136 explodiert eine Bombe. Der Lokomotivführer wurde verletzt.
Koblenz-Schützenhof ( Deutsches Reich)
23. Mai 1923 – Unfall, von den französischen Besatzungstruppen als Sabotage eingestuft.
Boppard ( Deutsches Reich)
27. Mai 1923 – Anschlag auf die Linke Rheinstrecke.
Insheim ( Deutsches Reich)
29. Mai 1923 – Auf der Strecke Richtung Landau explodierte ein Sprengsatz. D 103 entgleiste.
Weidenthal ( Deutsches Reich)
29. Mai 1923 – Eine Bombe bringt eine Lokomotive zum Entgleisen.
Rheingönheim ( Deutsches Reich)
30. Mai 1923 – Paul Görges versuchte die Strecke Richtung Mutterstadt zu sprengen. Der Versuch scheitert, er wurde gefasst, zum Tod verurteilt, die Strafe aber nicht vollstreckt.
Wiesbaden ( Deutsches Reich)
30. Mai 1923 – Zwischen den Haltepunkten Chausseehaus und Eiserne Hand an der Aartalbahn wurde auf zwei Elektriker der Regiebahn geschossen. Einer wurde verletzt.
Rülzheim ( Deutsches Reich)
Juni 1923 – Die Schranke eines Bahnübergangs wurde durch Sabotage beschädigt.
Strecke Worms–Ludwigshafen ( Deutsches Reich)
Juni 1923 – Aus unbesetzten Streckenposten wurden die Telefone entwendet.
Ludwigshafen ( Deutsches Reich)
Juni 1923 – Die Wohnung des Bahnhofsvorstehers von Luitpoldshafen (Hafenbahnhof Ludwigshafen) wurde geplündert. Die deutsche Seite bestritt das, hielt den Vorfall für vorgetäuscht, da sich unmittelbar neben der Wohnung eine französische Wache befand.
Landstuhl ( Deutsches Reich)
Juni 1923 – Anschlag auf einen aus Kaiserslautern kommenden Arbeiterzug. Lokomotive und Wagen wurden beschädigt.
Wörth am Rhein ( Deutsches Reich)
Juni 1923 – Anschlag auf einen Zug. Die deutsche Seite bestritt den Anschlag und hielt den Vorfall für eine gewöhnliche Entgleisung.
Langenlonsheim ( Deutsches Reich)
. Juni 1923 – Richtung Bretzenheim wurde ein Anschlag auf die Nahetalbahn verübt.
Herdecke ( Deutsches Reich)
. Juni 1923 – Anschlag auf die Bahnstrecke Düsseldorf-Derendorf–Dortmund Süd.
Flörsheim am Main ( Deutsches Reich)
1. Juni 1923 – 26 Dynamitkapseln wurden bei km 26 auf der Taunus-Eisenbahn entdeckt, bevor sie explodieren konnten.
Ratingen ( Deutsches Reich)
2. Juni 1923 – Bei Durchfahrt des G.E. 60 durch Ratingen-Lintorf explodierte eine Bombe. Lokomotive und 13 Wagen entgleisten, es entstand hoher Sachschaden.
Gelsenkirchen ( Deutsches Reich)
8. Juni 1923 – Anschlag auf die Bahnstrecke Essen–Gelsenkirchen.
Recklinghausen ( Deutsches Reich)
11. Juni 1923 – Tod eines französischen Postens im Hauptbahnhof. Die französische Seite ging von einem Anschlag aus, die deutsche von einem Unfall.
Duisburg ( Deutsches Reich)
12. Juni 1923 – Zwei Bomben beschädigten die Bahnstrecke Duisburg–Dortmund.
Erftstadt ( Deutsches Reich)
12. Juni 1923 – Zwischen Liblar und Euskirchen ereignet sich eine Explosion. Ein Zug entgleiste.
Bonn ( Deutsches Reich)
13. Juni 1923 – Zwischen Bad Godesberg und Mehlem explodierte eine Bombe Die Lokomotive und neun Wagen des Zuges 1329 entgleisten, das Lokpersonal wurde verletzt.
Bonn ( Deutsches Reich)
13. Juni 1923 – Zwischen Mehlem und der Blockstelle „Bonn Neuer Weg“ explodierte eine weitere Bombe unter dem Zug 1232. Lokomotive, Tender und vier Güterwagen entgleisten.
Namedy ( Deutsches Reich)
13. Juni 1923 – Sprengstoffanschlag auf die Linke Rheinstrecke.
Viersen ( Deutsches Reich)
14. Juni 1923 – Versuchter Anschlag auf Eisenbahnanlagen. Vier Männer wurden verhaftet, bevor sie ihr Vorhaben ausführen konnten.
Budenheim ( Deutsches Reich)
14. Juni 1923 – Bombenanschlag auf den D 141 von Paris nach Mainz zwischen Uhlerborn und Budenheim, wobei 10 Reisende zum Teil schwer verletzt und die Gleise beschädigt wurden.
Elsdorf ( Deutsches Reich)
18. Juni 1923 – Richtung Bedburg explodierte, als C.E. 59 vorbeifuhr, eine Mine. Die Lokomotive wurde beschädigt, ein Wagen entgleiste.
Wickrath ( Deutsches Reich)
18. Juni 1923 – Eine Explosion führte dazu, dass zwischen Wickrath und Rheydt ein Zug entgleiste.
Mainz ( Deutsches Reich)
20. Juni 1923 – Im Mainzer Südtunnel wurden acht Sprengstoffpakete gefunden, bevor sie explodieren konnten.
Wanne ( Deutsches Reich)
20. Juni 1923 – Ein französischer Nachschub-Zug wurde auf ein Gleis gelenkt, in dem einige Schienen entfernt worden waren. Vier Wagen entgleisen.
Rheingönheim ( Deutsches Reich)
22. Juni 1923 – Die Schranke an einem Bahnübergang wurde zerstört.
Wörth am Rhein ( Deutsches Reich)
23. Juni 1923 – Ein Sprengsatz explodierte auf der Bahnstrecke Schifferstadt–Wörth zwischen Wörth und Jockgrim, als der Zug A 10 vorbeifuhr. 24 Wagen entgleisen und stürzen zum Teil den Bahndamm hinunter. Ein Eisenbahner wurde schwer verletzt, die Gleise beider Fahrtrichtungen beschädigt.
Landstuhl ( Deutsches Reich)
23. Juni 1923 – Nach Sprengung von Gleisen entgleiste ein Zug.
Worms ( Deutsches Reich)
25. Juni 1923 – An einem Pfeiler der Brücke über die Bahn an der Knappenstraße werden mehrere Bomben gefunden. Die Franzosen reagierten mit Verkehrssperren und einer nächtlichen Ausgangssperre in der Stadt.
Wiesbaden ( Deutsches Reich)
26. Juni 1923 – Bombenanschlag in der Schalterhalle des Hauptbahnhofs Wiesbaden. Zwei Reisende wurden verletzt.
Meckenheim ( Deutsches Reich)
26. Juni 1923 – Im ersten Wagen des Zuges 626 von Bonn nach Euskirchen explodierte in Meckenheim eine Bombe. Die beiden ersten Wagen des Zuges, die unbesetzt waren, wurden zerstört.
Duisburg ( Deutsches Reich)
30. Juni 1923 – In einem belgischen Militärzug explodierte eine Zeitzünderbombe, als der Zug über die Duisburg-Hochfelder Eisenbahnbrücke fuhr. Mindestens 8 Menschen starben, 10 wurden darüber hinaus verletzt. In der Folge legte die Besatzungsmacht unter anderem die Wuppertaler Schwebebahn für zwei Wochen still.
Weißenburg / Landau in der Pfalz ( Deutsches Reich)
30. Juni 1923 – In Folge eines Bombenanschlags entgleiste ein Zug auf der Bahnstrecke Neustadt–Wissembourg zwischen Weißenburg und Landau. Zwei Wagen stürzten die Böschung hinunter.
Mainz ( Deutsches Reich)
2. Juli 1923 – Ein Sprengsatz explodierte auf einem der Portale des Mainzer Tunnels.
Igel ( Deutsches Reich)
8. Juli 1923 – Angriff mit Schusswaffen auf französische Eisenbahner und Militärposten im Bahnhof.
Landstuhl ( Deutsches Reich)
9. Juli 1923 – Eine Gruppe französischer Soldaten, die eine Bahnstrecke bewachte, wurde mit Schusswaffen von Deutschen angegriffen. Ein Deutscher starb, ein französischer Unteroffizier wurde verletzt.
Recklinghausen ( Deutsches Reich)
11. Juli 1923 – Bahnübergangsunfall zwischen einem Fuhrwerk und einer Lokomotive mit französischem Personal. Die Lokomotive hatte ohne Warnsignal und ohne die Geschwindigkeit zu mindern den Bahnübergang gequert. Der Kutscher des Fuhrwerks wurde verletzt.
Oberbettingen ( Deutsches Reich)
21. Juli 1923 – Zugdrähte und elektrische Leitungen von Signalanlagen im Bahnhof wurden zerschnitten.
Essen ( Deutsches Reich)
30. Juli 1923 – Im Hauptbahnhof wurden Kabel zerschnitten, die der Stellung von Weichen dienten.
Stromberg ( Deutsches Reich)
6. August 1923 – Mit Holzblanken, die zwischen Schiene und Leitschienen eingeklemmt wurden, sollte ein Zug zum Entgleisen gebracht wurden.
Karthaus ( Deutsches Reich)
31. August 1923 – Ein Schaltkasten wurde in Brand gesteckt.
Friedberg (Hessen) ( Deutsches Reich)
28. September 1923 – Aufgrund einer vorzeitig umgestellten Weiche, „wegen Regieeingriffs“, entgleiste der umgeleitete P 1009. Zwei Menschen starben, 16 wurden darüber hinaus verletzt.
Darmstadt ( Deutsches Reich)
5./6. Oktober 1923 – Die Telegrafenleitungen des Ausbesserungswerks wurden beschädigt.
Düsseldorf ( Deutsches Reich)
23. Oktober 1923 – Bahnanlagen wurden beschädigt.
Mainz-Kastel ( Deutsches Reich)
23. Oktober 1923 – Im Ausbesserungswerk wurden in der Elektro-Werkstatt Anlagen beschädigt.
Osthofen ( Deutsches Reich)
5. September 1923 – Aufgrund einer falsch gestellten Weiche entgleist der letzte Wagen eines aus Worms kommenden Personenzuges. Ein Mensch kommt ums Leben, mehrere weitere werden schwer verletzt.
Essen ( Deutsches Reich)
22. September 1924 – Sabotagehandlung an Eisenbahnanlagen.

#### 1925 bis 1930

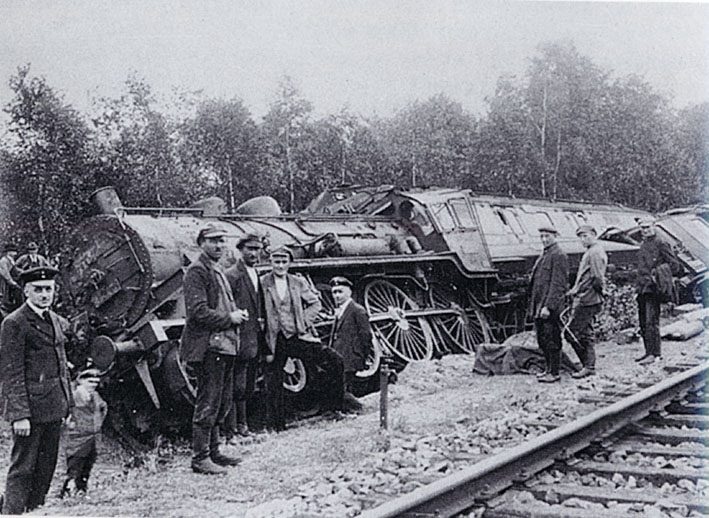
Die entgleiste Lokomotive des D 8 nach dem Anschlag bei Leiferde

Starogard Gdański ( Polen)
1. Mai 1925 – Der Schnellzug D 4 von Eydtkuhnen nach Berlin-Charlottenburg entgleiste. 29 Tote, 10 Schwer- und 23 Leichtverletzte waren die Folge. Die polnische Seite behauptete, die Entgleisung sei Folge eines Anschlags gewesen, die deutsche, dass der Zug wegen Mängeln am Oberbau entgleist sei. Die Unfallursache wurde nie eindeutig geklärt.
Leiferde ( Deutsches Reich)
19. August 1926 – Um einen Bahnpostwagen auszurauben, beschädigten die beiden Täter das Gleis der Bahnstrecke zwischen den Bahnhöfen Leiferde und Meinersen. Der D 8 Berlin–Köln entgleiste. 24 Menschen starben, zahlreiche weitere wurden verletzt. Die Täter wurden gefasst und zum Tode verurteilt, aufgrund eines Gnadengesuchs aber 1927 zu lebenslanger Zuchthausstrafe begnadigt.
Anting ( Republik China)
26. August 1926 – Eine der Bürgerkriegsparteien entfernte ein Gleisstück aus der Bahnstrecke Shanghai–Nanjing. Vermutlich sollte der Sonderzug eines Generals der Gegenseite zum Entgleisen gebracht werden. Allerdings befuhr die beschädigte Stelle zuerst ein ziviler Zug. 20 Menschen starben.
Britisch-Indien ( Britisch-Indien)
Oktober 1927 / Ende 1928 – Mindestens 13 Anschläge fanden in diesem Zeitraum statt, teils politisch motiviert, teils waren es Raubüberfälle. Darunter:
- 28. Januar 1928 – Räuber entfernten vier Laschen der Gleisverbindungen auf einer Brücke bei Kyauktaga, um einen Güterzug entgleisen zu lassen und ihn dann auszurauben. Der fuhr aber mit so geringer Geschwindigkeit, dass das Gleis hielt. Der folgende Schnellzug dagegen, der „Mail“, von Mandalay nach Rangun (heute: Myanmar, damals: Burma), entgleiste und vier seiner Wagen stürzten 50 Meter tief in einen Fluss. 54 Menschen starben, mehr als 30 wurden darüber hinaus verletzt.

- 8. Juli 1928. Nach Entfernen von Laschen am Gleis entgleiste ein Zug bei Belur. 25 Menschen starben, 60 wurden schwer verletzt.
- 12. Juli 1928. Nach Entfernen eines Schienenstücks entgleiste der Calcutta-Gaya Mail.
- 4. Oktober 1928 und
- 5. Oktober 1928: Zwei weitere Anschläge, von denen einer rechtzeitig entdeckt wurde.
- 25. Oktober 1928: Versuchter Anschlag auf den Sonderzug des Gouverneurs von Bombay, Frederick Sykes.
- 13. Dezember 1928. Ein weiterer Anschlag führt dazu, dass ein Zug entgleist.
- „Etwas später“. Raubüberfall auf einen Zug bei Hindubagh, mit dem Lohngelder der Bahn transportiert wurden.

Shenyang (Mukden) ( China)
4. Juni 1928 – Japanische Offiziere, die die Expansion Japans in der Mandschurei fördern wollten, verübten ein Sprengstoffattentat auf den chinesischen Machthaber, Marschall Zhang Zuolin, der sich auf dem Rückzug von Peking nach Shenyang (damals: Mukden) befand. Sein Sonderzug musste in den Vororten von Shenyang die Südmandschurische Eisenbahn unterqueren, die von Japan betrieben wurde. Ein Offizier der japanischen Kwantung-Armee ließ hier eine Bombe explodieren, als der Sonderzug unter dem Viadukt durchfuhr, wobei Zhang Zuolin getötet wurde und weitere 12 Begleiter starben.
Braunschweig ( Deutsches Reich)
1928–1931 Der Versicherungsangestellte Friedrich Opitz verübte nach Feierabend insgesamt 64 Anschläge, bei denen drei Eisenbahner verletzt wurden. Nach drei Raubmorden und Dutzenden Raubüberfällen wurde er 1936 mit dem Fallbeil hingerichtet.
Jinzhou ( China)
29. Dezember 1930 – Räuber beschädigten den Oberbau der Eisenbahnstrecke von Shenyang (damals: Mukden) nach Peking. Ein Schnellzug entgleiste. Mindestens 80 Menschen starben, weitere 20 wurden als Geiseln entführt.
Anzbach ( Österreich)
31. Dezember 1930 – Der vermutlich geistesgestörte Lehrer Sylvester Matuska verübte bei Anzbach – westlich von Wien – einen folgenlosen Eisenbahnanschlag.

### 1931 bis 1940

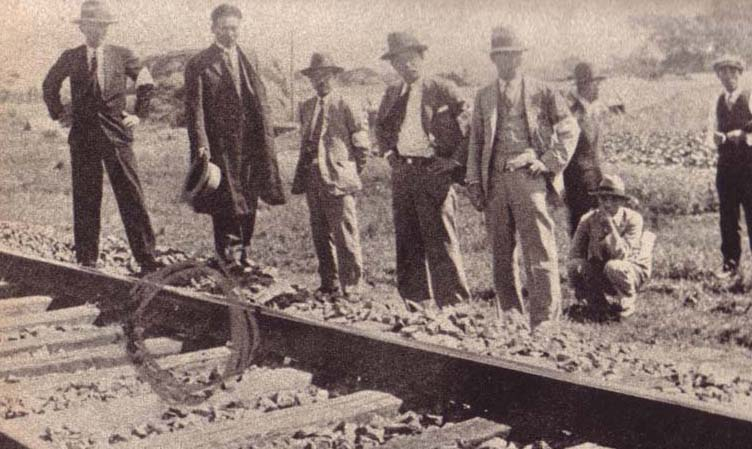
Japanische Experten inspizieren den Ort des Sprengstoffanschlages auf die Südmandschurische Eisenbahn

Anzbach ( Österreich)
30. Januar 1931 – Sylvester Matuska verübte einen zweiten Anschlag an derselben Stelle. Die Lok eines Nachtschnellzugs entgleiste. Es entstand aber nur geringer Schaden.
Jüterbog ( Deutsches Reich)
8. August 1931 – Sylvester Matuska sprengte gegen 22:00 Uhr bei Jüterbog unter der Lok des Schnellzuges D 43 von Basel nach Berlin ein Stück Schiene weg, was den Zug zum Entgleisen brachte. 82 Verletzte waren die Folge.
Biatorbágy ( Ungarn)
13. September 1931 – Sylvester Matuska sprengte nahe der westlich von Budapest gelegenen Ortschaft Biatorbágy das Gleis auf dem 25 m hohen mehrbogigen Eisenbahnviadukt Biatorbágy. Lokomotive, Gepäckwagen, Schlafwagen und drei Personenwagen des Nachtschnellzuges Budapest–Wien stürzten ab. 24 Tote, 14 schwer und zahlreiche leicht Verletzte waren die Folge. In Wien wurde Matuska am 1. Oktober 1931 auf Ersuchen der ungarischen Polizei vernommen, weil er als angeblicher Fahrgast des verunglückten Zuges Schadenersatz forderte. Bei einer zweiten Vernehmung am 7. Oktober 1931 wurde er verhaftet und gab die Taten zu. Im Strafprozess konnten seine Motive nicht eindeutig geklärt werden. Matuska machte zeitweise einen verwirrten Eindruck und äußerte religiöse Wahnvorstellungen. Das Schwurgericht verurteilte ihn wegen zweier Anschläge bei Anzbach zu sechs Jahren schwerem Kerker. Nach vier Jahren Strafverbüßung wurde er wegen des Anschlags von Biatorbágy an Ungarn ausgeliefert. Dort wurde er wegen Mordes zum Tode verurteilt. Österreich hatte für die Auslieferung allerdings eine Begnadigung zu lebenslanger Haft zur Bedingung gemacht. 1982 entstand der Spielfilm Viadukt, der den Anschlag von Biatorbágy zum Thema hat.
Shenyang (Mukden) ( China)
18. September 1931 – Zwei Offiziere der Kwantung-Armee, einer davon war vermutlich der Spion und spätere Kommandeur der 14. Division, Doihara Kenji, verübten einen Sprengstoff-Anschlag auf die durch Japan betriebene Südmandschurische Eisenbahn. Infolge dieses als „Mukden-Zwischenfall“ bezeichneten Ereignisses wurde die Mandschurei von japanischen Truppen besetzt und im März 1932 der japanische Satellitenstaat Mandschukuo gegründet.
Liaoning ( China)
27. September 1931 – Räuber entfernten etwa 90 km westlich von Shenyang (damals: Mukden) Schienen aus der Strecke, so dass der Zug von Mukden nach Peking entgleiste. Sie raubten den Zug aus und töteten dabei auch Reisende und Zugpersonal. 30 Menschen starben, viele weitere wurden darüber hinaus verletzt.
Puçol ( Spanien)
9. Dezember 1933 – Der Schnellzug Barcelona–Sevilla entgleiste, nachdem Anarchisten mit Bomben eine Eisenbahnbrücke beschädigt hatten. 13 Tote waren die Folge.
Mitterbachham bei Oftering ( Österreich)
10. April 1934 – Beim Anschlag auf den Ostende-Wien-Express (D 117) entgleiste der Zug, nachdem Unbekannte ein Schienenstück entfernt hatten. Ein Mensch kam ums Leben, 16 wurden verletzt. Zwei Jahre später wurden zwei nationalsozialistische Parteigänger als Urheber des Anschlags ausgeforscht, schließlich zum Tode verurteilt und hingerichtet.
Bad Abbach ( Deutsches Reich)
24. Juli 1938 – Bei Bad Abbach auf der Donautalbahn wurden Steine auf das Gleis gelegt und ein Güterzug entgleiste.
Kanton ( China)
3. Januar 1938 – Ein japanischer Bombenangriff beschädigte einen Tunnel, in dem daraufhin ein Zug entgleiste. 42 Menschen starben.
Kowloon-Canton Railway ( China)
16. Januar 1938 – Drei Wagen eines Schnellzuges brannten aus. Brandstiftung wurde vermutet. 87 Menschen starben, 30 wurden darüber hinaus verletzt. (Siehe: hier)
Songjiang ( China)
8. September 1938 – Bei einem japanischen Luftangriff auf den Bahnhof von Songjiang wurde auch ein mit Flüchtlingen überfüllter Zug, der dort gehalten hatte, getroffen. Mindestens 300 Menschen starben und 400 weitere wurden darüber hinaus verletzt.
Sant Vicenç de Calders ( Spanien)
9. Oktober 1938 – Bei einem Luftangriff auf einen Zug während des Spanischen Bürgerkriegs starben 60 Menschen, 100 wurden darüber hinaus verletzt.
Hazaribagh ( Britisch-Indien)
12. Januar 1939 und 1929–1939 – Bei Hazaribagh, Bihar, entgleiste ein Zug, nachdem das Gleis mutwillig beschädigt worden war. 21 Menschen starben, 71 wurden darüber hinaus verletzt. In den folgenden Monaten ereigneten sich weitere solche Anschläge. Eine Untersuchung stellte fest, dass es in den zehn vergangenen Jahren 131 versuchte oder vollendete Sabotageakte gegen die Eisenbahnen in Indien gegeben hatte.
Xàtiva ( Spanien)
12. Februar 1939 – Bei einem Luftangriff auf den Bahnhof von Xàtiva in den letzten Tagen des Spanischen Bürgerkriegs starben 129 Menschen, 200 wurden darüber hinaus verletzt.
Carlin ( Vereinigte Staaten)
12. August 1939 – Der Fernzug City of San Francisco, der zwischen Chicago und Oakland über Illinois verkehrte, entgleiste bei Carlin, Nevada, in der Wüste von Nevada. Dieser Abschnitt seines Laufweges gehörte zum Netz der Southern Pacific Railroad. Der Zug hatte Verspätung und war mit höchstmöglicher Geschwindigkeit unterwegs. Der Unfall ereignete sich um 21:33 Uhr, als der Zug über eine Brücke fuhr, die den Humboldt River überspannte. Fünf Wagen stürzten in den Fluss, drei weitere rutschten die Böschung hinunter. 24 Tote und 121 Verletzte waren die Folge des Unfalls. Sowohl der Coroner als auch ein Sachverständigengremium seitens der Eisenbahn kamen zu der Feststellung, dass eine Eisenbahnschiene entfernt worden war, was die Entgleisung verursacht habe. Wegen der intransparenten Haltung der Bahngesellschaft bei der Unfalluntersuchung blieb allerdings bis heute das Gerücht bestehen, dass die Unfallursache auch ein Fehler von dieser Seite gewesen sein könnte – z. B. zu hohe Geschwindigkeit.
Zwischen Shanghai und Nanjing ( China)
1. Oktober 1939 – Bei einem Anschlag chinesischer Guerillas entgleiste ein Militärzug der japanischen Besatzungsmacht. 30 Japaner kamen ums Leben, weitere wurden darüber hinaus verletzt.
Tarnów ( Polen)
28. August 1939 - Bei einem durch die deutsche Abwehr organisierten Bombenanschlag im Bahnhof von Tarnów wurden 20 Personen ermordet und weitere 35 verletzt. Zur Durchführung der Tat wurde vom deutschen Geheimdienst der Volksdeutsche Antoni Johann Guzy angeworben.
Yunnan ( China)
1. Februar 1940 – Bei einem japanischen Luftangriff auf eine Brücke der Yunnan-Bahn bei km 235 (der chinesischen Kilometrierung) wurde auch ein Zug getroffen. 85 Menschen starben, weitere 120 wurden verletzt.
Lesjaverk ( Norwegen)
1. Mai 1940 – In Folge eines deutschen Luftangriffs auf Bahnanlagen entgleist ein Zug, 11 Menschen starben.
Britisch-Indien ( Britisch-Indien)
5. August 1940 – Nachdem eine Schiene absichtlich entfernt wurde, entgleiste der Dacca Mail 128 km von Kalkutta (heute: Kolkatta) entfernt. 34 Menschen starben, 90 wurden darüber hinaus verletzt.
Lieblos ( Deutsches Reich)
9. November 1940 – Eine vor der westlichen Einfahrt des Bahnhofs Lieblos (heute: Haltepunkt) von der britischen Luftwaffe in der Nacht abgeworfene Bombe explodierte zwar nicht, beschädigte den Bahnkörper aber so, dass der erste morgendliche Zug entgleiste. Ein Toter und mehrere Verletzte waren die Folge.
Suzhou ( China)
29. November 1940 – Guerillas der Kuomintang sprengten den Oberbau unter einem Zug, der von Shanghai nach Nanking unterwegs war. Dabei starben etwa 100 Menschen, weitere 300 sollen verletzt worden sein.

### 1941 bis 1950

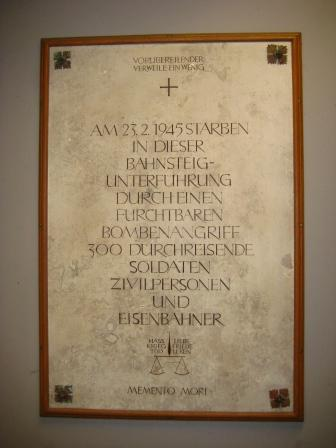
Gedenktafel im Bahnhof Treuchtlingen an die Opfer des Luftangriffs vom 23. Februar 1945

Matsukawa-Zwischenfall

Krylbo ( Schweden)
19. Juli 1941 – Nahe dem Bahnhof des kleinen schwedischen Ortes Krylbo, der heute ein Teil der Stadt Avesta ist, explodierte ein deutscher Güterzug, der mit Munition zum finnischen Tornio unterwegs war. Es ist bis heute nicht eindeutig geklärt, ob es ein Unfall oder ein Attentat des britischen Geheimdienstes Special Operations Executive war. Für letzteres spricht, dass am folgenden Tag der Militärattaché der britischen diplomatischen Vertretung in Schweden, Malcolm Munthe, aus Schweden ausgewiesen wurde. Offiziell wurde der Vorfall als Eisenbahnunfall dargestellt.
Britisch-Indien ( Britisch-Indien)
16. Mai 1942 – Räuber ließen einen Zug, der von Karatschi nach Lahore unterwegs war, entgleisen. Die Lokomotive und sechs Wagen stürzten um. Die Fahrgäste wurden mit Äxten und Schusswaffen angegriffen und ausgeraubt. 22 Menschen starben, 26 wurden darüber hinaus verletzt.
Białystok ( Polen)
19. September 1943 – Nach einem Anschlag auf den Schnellzug mit Wehrmachtsteil DmW 31 entgleiste der Zug. 23 Menschen starben, 33 weitere wurden verletzt.
Verschiedene Orte ( Sowjetunion)
März bis Juni 1944 – Die deutsche Luftwaffe flog mit 350 Bombern in der Sowjetunion Großangriffe auf Eisenbahnzentren, um die sowjetische Sommeroffensive zu stören. Trotz erheblicher Zerstörungen konnte das den anschließenden militärischen Erfolg der Sowjetunion und den Zusammenbruch der Heeresgruppe Mitte nicht verhindern.
Köppern ( Deutsches Reich)
4. Oktober 1944 – Der Zug Nr. 2021 von Frankfurt nach Usingen wurde kurz vor der Einfahrt in den Bahnhof von Köppern von Tieffliegern angegriffen. 31 Menschen starben. Siehe: hier.
Bahnhof Elm ( Deutsches Reich)
25. November 1944 – Bei einem Luftangriff auf den Bahnhof wurde das Empfangsgebäude komplett zerstört.
Fulda Hauptbahnhof ( Deutsches Reich)
27. Dezember 1944 – Bei einem Luftangriff auf den Bahnhof wurde eine Unterführung unter den Gleisen verschüttet, die eine große Zahl von Menschen als behelfsmäßigen Luftschutzraum aufgesucht hatte. Mehr als 700 Menschen, darunter zahlreiche Zwangsarbeiter, starben.
Edenkoben ( Deutsches Reich)
5. Januar 1945 – Bei einem Luftangriff wurde im Bahnhof ein Militärzug, der Munition und Treibstoff transportierte, von einer Fliegerbombe getroffen. Die Explosion war so groß, dass das Empfangsgebäude zerstört wurde.
Snåsa ( Norwegen)
13. Januar 1945 – Eine aus Großbritannien eingeschleuste Sabotage-Gruppe aus Exil-Norwegern sprengte die Brücke über den Jørstadelv im Zuge der Nordlandbane. Ein Truppentransportzug der Wehrmacht entgleiste, 81 Menschen starben.
Treuchtlingen ( Deutsches Reich)
23. Februar 1945 – Bei einem Luftangriff auf den Bahnhof Treuchtlingen starben in einer von Bomben getroffenen Gleisunterführung, die von zahlreichen Menschen als provisorischer Luftschutzkeller aufgesucht worden war, etwa 300 Menschen.
Waldkappel ( Deutsches Reich)
31. März 1945 – Bei einem Luftangriff explodierte ein Munitionszug im Bahnhof Waldkappel. Dabei starben 17 Menschen.
Zapfendorf ( Deutsches Reich)
1. April 1945 – Bei einem Luftangriff auf den Bahnhof Zapfendorf explodierte ein Munitionszug. 23 Menschen starben, das Dorf wurde nahezu vollständig zerstört.
Fahlenbach ( Deutsches Reich)
20. April 1945 – Tiefflieger schossen in oder bei Fahlenbach (Bahnstrecke München–Ingolstadt) auf Eisenbahnwagen. Darin kamen 42 Soldaten und Angehörige des Volkssturms ums Leben.
Konkoita ( Thailand)
1. Februar 1947 – Eine hölzerne Eisenbahnbrücke der Thailand-Burma-Eisenbahn war durch Brandstiftung abgebrannt und eingestürzt. Eine vom thailändischen Verkehrsminister Momluang Kri Detchatiwong benutzte Motordraisine stürzte in die so entstandene Lücke. Der Minister und eine Person aus seiner Begleitung kamen ums Leben.
Tientsin ( China)
Mai 1947 – 100 Menschen starben, als ein aus Lokomotive und 13 Wagen bestehender Zug in einem Hinterhalt auf eine von kommunistischen Guerillas gelegte Landmine auffuhr. Der Zug war von Tientsin nach Shenyang (Mukden) unterwegs. Der Anschlag ereignete sich ca. 55 km von Tientsin entfernt. Die Lokomotive und die drei folgenden Wagen entgleisten und wurden beschädigt. Die Guerillas plünderten anschließend den Zug.
Tientsin ( China)
23. Juli 1947 – Ein Personenzug von Schanghai nach Tientsin fuhr 107 km vor seinem Ziel auf eine Landmine, die explodierte. Der Zug entgleiste. 27 Menschen starben, 12 wurden darüber hinaus schwer verletzt
Amritsar ( Indien)
22. September 1947 – Ein Zug mit mehr als 4.500 moslemischen Flüchtlingen wurde von bewaffneten Sikhs bei Amritsar überfallen und drei Stunden lang beschossen. 3418 Menschen starben oder wurden anschließend vermisst, 1328 weitere wurden verletzt.
Kamoke ( Indien)
25. September 1947 – Ein Zug mit Hindu- und Sikh-Flüchtlingen wurde von bewaffneten Moslems in Kamoke überfallen. Dabei starben 340 Flüchtlinge, weitere 250 wurden verletzt.
Arras ( Frankreich)
3. Dezember 1947 – Während eines Generalstreiks der Eisenbahner wurden über 30 m Gleis der Bahnstrecke Paris–Lille so fachkundig gelockert, dass die Signalanlagen unbeeinträchtigt blieben. Der Nachtpostzug von Paris nach Tourcoing entgleiste. 21 Menschen starben.
Rechovot ( Völkerbundsmandat für Palästina)
29. Februar 1948 – Die paramilitärische Untergrundorganisation Lechi zündet eine Bombe unter dem Zug Kairo–Haifa. 28 britische Soldaten wurden getötet.
Dhanbad ( Indien)
15. Mai 1948 – Nach einem (vermuteten) Sabotageakt entgleiste der Dhera Dun Express aus Howrah auf einem 12 Meter hohen Damm. 31 Menschen starben, 101 wurden darüber hinaus verletzt, 19 von ihnen schwer.
 Lilong ( China)3. September 1948 – Mindestens 25 Menschen starben, 98 weitere wurden verletzt, als bei Lilong, Guangdong, ein Zug entgleiste, der von Hankow nach Kanton unterwegs war. Ursache soll eine Manipulation am Oberbau gewesen sein.
Pengpu ( China)
September 1948 – Kommunistische Guerillas hatten auf einer Bahnstrecke ca. 140 km nordwestlich von Nanking eine Landmine gelegt. Unter einem Zug, der nach Pukow unterwegs war, explodierte sie. Die Lokomotive und der folgende Wagen wurden vollständig zerstört, 100 Menschen starben.
Móra la Nova ( Spanien)
12. Februar 1949 – Der Schnellzug Barcelona–Madrid entgleiste in einer Kurve vor dem Bahnhof Móra la Nova (Streckenkilometer 536,6), die in einem Gefälle lag. Die Lokomotive wurde aus der Kurve in eine darunter liegende Schlucht getragen, mehrere Wagen fielen auf sie. 40 Menschen starben, etwa 100 wurden darüber hinaus verletzt. Die Franco-Diktatur behauptete als Ursache einen kommunistischen Anschlag. Befestigungen der Schienen seien entfernt worden.
Fukushima ( Japan)
17. August 1949 – Nachdem Bolzen und Muttern der Gleisverbindungen gelockert und zahlreiche Nägel, die die Schienen auf den Schwellen fixiert hatten, herausgezogen worden waren, entgleiste ein Zug, der von Aomori nach Ueno fuhr und soeben Matsukawa, das heutige Fukushima, durchquert hatte. Die drei Männer auf der Lokomotive starben. In der damaligen Hysterie der Kommunistenverfolgung wurden 20 Mitglieder der Tōshiba-Matsukawa-Fabrikgewerkschaft, der Kokurō (Eisenbahnergewerkschaft) und der Kommunistischen Partei Japans verhaftet. Die Prozesse zogen sich über 14 Jahre hin und endeten mit Freisprüchen.
Bitroi ( Indien)
12. April 1950 – Nach einer Manipulation am Gleis kurz vor der Tarara-Brücke entgleiste der „Kumaon-Express“ der Oudh and Tirhut Railway. Während die Lokomotive und der erste Wagen das andere Ufer noch erreichten, stürzten die übrigen Fahrzeuge in den Fluss. 36 Menschen starben, 101 wurden darüber hinaus verletzt.
Jasidih ( Indien)
7. Mai 1950 – Nach Entfernen eines Schienenstücks stürzte ein Teil des Punjab Mail von Kalkutta (heute: Kolkata) nach Neu-Delhi von einem Bahndamm. 92 Menschen starben, 67 wurden schwer verletzt.
Benares ( Indien)
13. August 1950 – Auf einer Brücke bei Benares (heute: Varanasi) war durch Entfernen einer Lasche das Gleis absichtlich beschädigt worden. Ein Güterzug entgleiste. In die Unfallstelle fuhr der Toofan-Express von Neu-Delhi nach Kalkutta hinein. Dessen Lokomotive und drei Wagen stürzten in den Fluss. 29 Menschen starben, 113 wurden darüber hinaus verletzt.
Bhairab ( Pakistan)
9. September 1950 – Vor einer Brücke entfernten Saboteure Schienenverbindungen, so dass der Schnellzug von Dhaka nach Chittagong bei Bhairab (damals: Ostpakistan, heute: Bangladesch, der zugehörige Bahnhof heißt Bhairab Bazar Junction) entgleiste, die Lokomotive und drei Wagen in einen Fluss stürzten. Etwa 50 Menschen starben.

### 1951 bis 1960
Bundesbahndirektion Mainz ( BR Deutschland)
1953 gab es im Bezirk der Bundesbahndirektion Mainz Anschläge auf Züge, die zu vier Entgleisungen führten. Die Täter wurden nicht gefasst. Die Direktion ging davon aus, dass es sich um „Streiche“ von Jugendlichen handelte.
Hai-Van-Pass ( Vietnam)
24. Juni 1953 – Während des Indochinakriegs war der Hai-Van-Pass (auch: Wolkenpass / Col des Nuages), über den auch die Eisenbahnhauptstrecke zwischen Hanoi und Ho-Chi-Minh-Stadt (Saigon) führt, als strategisch wichtiger Gebirgspass schwer umkämpft. Als dort ein mit zwei Lokomotiven bespannter Zug auf eine Bogenbrücke fuhr, sprengten die Việt Minh ein Brückensegment. Beide Lokomotiven und 18 Wagen stürzten knapp 20 Meter in die Tiefe. Mehr als 100 Menschen starben.
Braunschweig ( BR Deutschland)
Ab Februar 1956 verübte der Mitarbeiter eines Bahnbauzuges im Raum Braunschweig eine Reihe von Anschlägen auf Bahnanlagen, ohne dass größerer Schaden entstand.
Birma ( Birma)
4. März 1957 – Aufständische ließen den Schnellzug von Mandalay nach Rangun (heute: Myanmar, damals: Burma) entgleisen. Mehr als 30 Menschen starben.
Kuba ( Kuba)
29. Dezember 1958 – Ernesto Che Guevara und zwei Dutzend von ihm kommandierte Rebellen brachten während der kubanischen Revolution bei Santa Clara einen Panzerzug zum Entgleisen. Mit den erbeuteten Waffen und der erbeuteten Munition gelang die Einnahme der Stadt. Daran erinnert heute das Nationalmonument Tren Blindado.
Tasikmalaja ( Indonesien)
8. Mai 1959 – Ein Schnellzug von Banjar nach Bandung entgleiste bei Tasikmalaja und stürzte in eine Schlucht. Von offizieller Seite wurde als Ursache ein Eingriff Außenstehender in den Bahnbetrieb angegeben. 92 Menschen starben, 14 wurden darüber hinaus verletzt.
San Sebastián ( Spanien)
1960 – Die Euskadi Ta Askatasuna (ETA) nahm ihren „Kampf“ auf. Als erste bekanntgewordene Aktion wurde ein Zug zum Entgleisen gebracht. Am 28. Juni 1960 wurden bei einem Bombenattentat im Amara-Bahnhof in San Sebastián mehrere Menschen verletzt und ein Kind kam ums Leben.

### 1961 bis 1970
Birma ( Birma)
26. März 1961 – Aufständische sprengten einen Teil des Schnellzugs Mandalay–Rangun in die Luft und griffen die überlebenden Reisenden mit automatischen Waffen an. 23 Menschen starben, 100 wurden darüber hinaus verletzt. 60 Personen wurden als Geiseln genommen.
Siliguri ( Indien)
19. April 1961 – Aufgrund von Sabotage entgleiste ein Personenzug bei Siliguri, Westbengalen. 23 Menschen starben, 77 wurden darüber hinaus verletzt.
Vitry-le-François ( Frankreich)
18. Juni 1961 – Die Explosion einer vermutlich von der Organisation de l’armée secrète (OAS) gelegten Bombe brachte den Schnellzug Straßburg–Paris zum Entgleisen. 28 Menschen starben, 170 wurden verletzt.
Ghatshila ( Indien)
20. Oktober 1961 – Nach einer Beschädigung des Gleises durch Sabotage entgleisten Lokomotive und sieben Wagen eines Schnellzuges von Howrah nach Ranchi. 27 Menschen starben, 105 wurden darüber hinaus verletzt.
Isenbüttel ( BR Deutschland)
17. Februar 1962 – Durch Steine, die auf die Bahnstrecke Braunschweig–Wieren gelegt worden waren, entgleiste der Zug Pto 3131. 3 Menschen starben, 25 wurden darüber hinaus verletzt.
Montevideo ( Uruguay)
4. August 1963 – Durch Sabotage wurde ein Reisezug zum Entgleisen gebracht. Zwei Wagen wurden zerstört. 40 Menschen starben.
Norddeutschland ( BR Deutschland)
1966 – Ein Erpresser, der sich als „Roy Clark“ bezeichnete, forderte Geld von der Deutschen Bundesbahn. Nachdem keine Reaktion erfolgt war, kam es zu mehreren Anschlägen. In einem Fall war es Glück, dass sich der Unbekannte im Fahrplan geirrt hatte und anstatt des leichten Triebwagens ein schwerer Güterzug die Strecke befuhr. Am 21. Dezember 1967 konnte der staatenlose ehemalige Fremdenlegionär Alexander Bordan Hembluck als Bombenleger und Drohbriefschreiber überführt werden.
Assam ( Indien)
16. Februar 1966 – Eine Bombe explodierte im „Assam Mail“. Es war der erste Anschlag von dreien, die in einer Serie stattfanden. Zugerechnet wurde er der Freiheitsbewegung der Naga. 37 oder 38 Menschen starben.
Lumding ( Indien)
20. April 1966 –Bei dem zweiten Bombenanschlag, diesmal auf einen Zug im Bahnhof von Lumding, starben 55 Menschen, 127 weitere wurden darüber hinaus verletzt.
Diphu ( Indien)
23. April 1966 – Der dritte Bombenanschlag dieser Serie kostete 40 Menschen das Leben, 60 weitere wurden verletzt.
Belgaum ( Indien)
26. Mai 1966 – Nachdem eine zwei Gleisstücke verbindende Lasche mutwillig entfernt worden war, entgleiste ein Zug von „Banglapore“ nach Pune (Poona). 22 Menschen starben, 21 wurden darüber hinaus verletzt.
Bensheim ( BR Deutschland)
17. September 1966 – Durch Steine, die Kinder auf die Bahnstrecke Bensheim–Worms gelegt hatten, entgleiste ein Personenzug. Ein Mensch starb, 15 wurden darüber hinaus verletzt.
Brennerbahn ( Italien)
30. September 1967 – Bei einem Anschlag des Befreiungsausschuss Südtirol starben im Zug Innsbruck–Trient zwei Polizisten.
Hauptstuhl ( BR Deutschland)
16. Oktober 1968 – Auf der Bahnstrecke Mannheim–Saarbrücken wurden Halte- und Sicherungsbolzen einer Eisenbahnweiche entfernt und diese auf Ablenkung gestellt. Lokomotive und 7 Wagen des D 216 entgleisten mit 120 km/h. 1 Mensch starb, 14 wurden darüber hinaus verletzt.
Baden-Württemberg ( BR Deutschland)
24. Februar 1969 – Durch auf die Schienen gelegte Steine entgleiste auf der Höllentalbahn im Schwarzwald ein Triebwagen und stürzte ab. 4 Verletzte waren die Folge.
Dortmund ( BR Deutschland)
5. März 1969 – Der Lokomotivführer eines Güterzugs wurde von einem Stein getroffen, den ein Jugendlicher geworfen hatte. Der Lokomotivführer war drei Minuten bewusstlos.
Jajpur Road ( Indien)
14. Juli 1969 – Der Auffahrunfall eines Güterzuges auf einen im Bahnhof Jajpur Keonjhar Road stehenden Personenzug wird auf den Eingriff Betriebsfremder in die Signalanlagen zurückgeführt. 85 Menschen starben.
Gioia Tauro ( Italien)
22. Juli 1970 – Bei einer Explosion und der darauf folgenden Entgleisung des Zuges verloren sechs Menschen ihr Leben. 66 Personen wurden verletzt.

### 1971 bis 1980

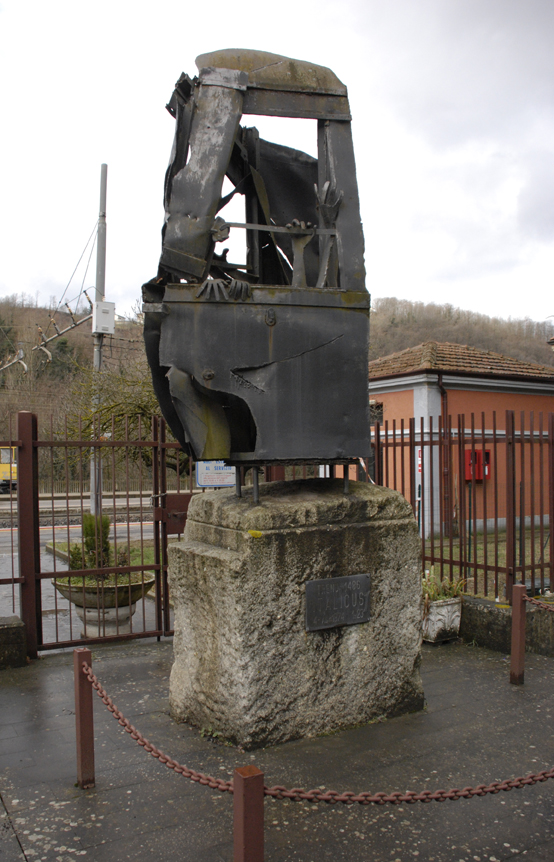
Denkmal für die Opfer des Bombenanschlags im Bahnhof von San Benedetto Val di Sambro am 4. August 1974

Thalfingen ( BR Deutschland)
24. Januar 1971 – Auf der Bahnstrecke Aalen–Ulm wurde ein Hemmschuh platziert. Der fällige Eilzug 1921 blieb jedoch zuvor wegen eines Getriebeschadens liegen, so dass es zu keinem Unfall kam.
Adelsdorf ( BR Deutschland)
10. Mai 1971 – Kinder legten Steine auf das Gleis der Bahnstrecke Forchheim–Höchstadt, wodurch ein Nahverkehrstriebwagen entgleiste. 2 Verletzte waren die Folge.
Solingen ( BR Deutschland)
10. Mai 1971 – Der Nahverkehrszug 2594 nach Wuppertal-Oberbarmen fuhr auf einen auf das Gleis gesetzten Hemmschuh, schleifte ihn mit, bis er in einer Weiche hängen blieb. Die Lokomotive und zwei Wagen entgleisten.
Potgietersrus (Mokopane), Transvaal ( Südafrika)
31. März 1972 – Aufgrund von Sabotage entgleiste die Lokomotive eines Zuges, kurz bevor er eine Flussbrücke befuhr. Die Lokomotive stürzte in das fast ausgetrocknete Flussbett und riss dabei einige Personenwagen mit. 38 Menschen starben, 174 wurden darüber hinaus verletzt.
Darmstadt ( BR Deutschland)
24. Mai 1972 – Spielende Kinder setzen eine Planierraupe in Betrieb, die zwischen den Bahnhöfen Darmstadt Ost und Darmstadt Nord auf der Odenwaldbahn zum Stehen kommt. In sie fährt mit 50 km/h ein Nahverkehrstriebwagen. 9 Menschen werden verletzt.
Erdbach ( BR Deutschland)
13. August 1973 – Durch den Eingriff Betriebsfremder im Bahnhof Mademühlen auf der Westerwaldquerbahn wurden 16 Güterwagen von einem Zug abgekuppelt und begannen im Gefälle bergabwärts zu rollen. Nach 15 km und Querung von 20 Bahnübergängen trafen sie auf den Prellbock des Bahnhofs Erdbach, überfuhren ihn und schlugen 50 Meter weiter in ein Wohnhaus ein, wo eine Frau ums Leben kam.
Dußlingen ( BR Deutschland)
21. Mai 1974 – Durch auf das Gleis der Bahnstrecke Tübingen–Sigmaringen gelegte Steine entgleiste eine Lokomotive.
San Benedetto Val di Sambro ( Italien)
4. August 1974 – Bei einem Bombenanschlag auf den Italicus Express – den Nachtschnellzug Rom–München – durch die rechtsextreme Terrororganisation Ordine Nuovo starben 12 Menschen, 48 wurden darüber hinaus verletzt.
Raum Stuttgart ( BR Deutschland)
2. September 1974 – Bei einem Erpressungsversuch, untermauert mit der Drohung eines Anschlags auf den Bahnverkehr, wurden 3,8 Millionen DM gefordert.
Baden-Württemberg ( BR Deutschland)
1975–1978 – Der Erpresser Monsieur X verübte eine ganze Reihe von Anschlägen auf Anlagen und Züge der Deutschen Bundesbahn:
Am 7. Oktober 1975 fuhr die Lokomotive eines Zuges in Drähte, die zwischen zwei Oberleitungsmaste gespannt waren.
Am 8. Oktober 1975 umwickelte er das Bremsgestänge der Lokomotive eines Schnellzuges mit Draht, was allerdings „nur“ zu einer Zwangsbremsung führte.
Am 25. August 1976 entgleiste ein Güterzug bei Rastatt, nachdem 80 Schrauben am Gleis  entfernt worden waren.
Am 28. April, am 10. Mai 1977 und erneut eine Woche später beschädigte der Täter an mehreren Stellen die Oberleitung.
Am 2. Juni 1977 entfernte er 84 Gleisschrauben zwischen Wiesthal und Graben-Neudorf, was ohne Folgen blieb, weil sich die Beschädigung in einer Langsamfahrstelle befand.
Im August 1977 verübte er zwei weitere Anschläge auf die Oberleitung bei Bühl-Baden und Achern-Fautenbach.
Am 17. Oktober 1977 manipulierte er das Gleis bei Riegel am Kaiserstuhl und der Italia-Express Kopenhagen–Rom entgleiste bei einer Geschwindigkeit von 140 km/h. 19 Menschen wurden zum Teil schwer verletzt. Am 9. März 1979 wurde der Täter vom Landgericht Baden-Baden u. a. wegen versuchten Mordes zu einer lebenslangen Freiheitsstrafe verurteilt.
Wijster ( Niederlande)
Am 2. Dezember 1975 begann die Zugentführung in Wijster und dauerte bis zum 14. Dezember 1975 an, als die Geiselnehmer aufgaben. Molukkische Attentäter nahmen die Reisenden in einem Triebwagen als Geiseln, forderten die Freilassung aller in den Niederlanden inhaftierten Molukken und stellten politische Forderungen mit dem Ziel auf einen von Indonesien unabhängigen Staat. Der Lokomotivführer und zwei Fahrgäste wurden ermordet.
Alexandria ( Ägypten)
14. August 1976 – In Alexandria in Ägypten explodierte eine in einem Gepäckfach versteckte Bombe. Acht Menschen starben, 51 wurden verletzt.
Moskau ( Sowjetunion)
8. Januar 1977 – Bombenserie in der Moskauer Metro. Sieben Menschen starben, 37 wurden verletzt.
De Punt ( Niederlande)
Am 23. Mai 1977 begann die Zugentführung von De Punt, die sich bis zum 11. Juni 1977 hinzog: Molukkische Attentäter nahmen die Reisenden in einem Triebwagen als Geiseln und forderten die Freilassung inhaftierter Gesinnungsgenossen und die Unterstützung ihres Kampfes für einen von Indonesien unabhängigen Staat. Zwei Geiseln und sechs Geiselnehmer starben, sechs weitere Personen wurden verletzt.
Riegel am Kaiserstuhl ( BR Deutschland)
Am 17. Oktober 1977 entgleiste der Italia-Express Kopenhagen–Rom nach Beschädigung des Gleises durch den Erpresser Monsieur X (siehe: 1975–1978).
Ajaraka ( Indien)
23. November 1977 – Nachdem eine Schiene aus dem Gleis entfernt wurde, entgleiste der Nachtzug von Ahmedabad nach Neu-Delhi in der Nähe von Ajaraka. 20 Menschen starben und weitere 21 wurden verletzt. Der oder die Täter konnten nie ermittelt werden.
Dunmurry ( Vereinigtes Königreich)
17. Januar 1980 – Eine Bombe der IRA explodierte während eines Transportes vorzeitig in einem Personenzug bei Dunmurry in Nordirland. Drei Menschen kamen ums Leben, darunter einer der Attentäter, fünf weitere wurden verletzt, darunter der zweite Attentäter.
Romeas ( Kampuchea)
10. Juni 1980 – Guerillas stoppten einen Personenzug 70 km nordwestlich von Phnom Penh mit einem Minen- oder Raketenangriff und beschossen ihn anschließend. Mehr als 150 Menschen starben, etwa 250 wurden darüber hinaus verletzt.
Bologna ( Italien)
2. August 1980 – Der Bombenanschlag auf den Hauptbahnhof von Bologna forderte 85 Todesopfer und 200 Verletzte. Verantwortlich für die Tat ist eine rechtsextreme Terrororganisation, die sich Nuclei Armati Rivoluzionari nennt.
Iserlohn ( BR Deutschland)
25. September 1980 – Kinder legten Steine in die Spurkanäle eines Bahnübergangs beim Bahnhof Iserlohn Ost. Der Nahverkehrstriebwagen Nto 6127 entgleiste und prallte gegen ein Haus. 13 Menschen wurden verletzt.
Belfast ( Vereinigtes Königreich)
12. Oktober 1980 – Eine Bombe der IRA explodierte im zwischen Dublin und Belfast verkehrenden Intercity-Zug in der Nähe des Hauptbahnhofs von Belfast. Eine Reisende kam dabei ums Leben.
Parsberg ( BR Deutschland)
5. November 1980 – Beim Verladen von Panzern der US-Streitkräfte auf einen Güterzug schoss ein Soldat eine Granate auf einen anderen Panzer ab. Motiv war Eifersucht. 2 Tote und zwei Verletzte waren die Folge, die Bahnstrecke Regensburg–Nürnberg musste für längere Zeit gesperrt werden.

### 1981 bis 1990
München ( BR Deutschland)
14. April 1981 – Der Zug „Akropolis“ fuhr in eine Baumsperre. Sachschaden.
Dangarva ( Indien)
18. Juli 1981 – Vermutlich durch Sabotage – Laschen, die Schienenstücke verbanden, waren entfernt worden – entgleiste ein von Neu-Delhi nach Ahmedabad fahrender Zug 800 Meter vor dem Bahnhof von Dangarva im Bundesstaat Gujarat. 35 Menschen starben, 70 wurden darüber hinaus verletzt.
Bahawalpur ( Pakistan)
31. Juli 1981 – Ein Zug, der von Karatschi nach Lahore unterwegs war und wegen des anstehenden Id Al-Fitr sehr stark besetzt war, entgleiste, weil einige Schienenlaschen entfernt worden waren. Mehr als 30 Menschen starben.
Ambazac ( Frankreich)
29. März 1982 – Im Capitole von Paris nach Toulouse verübte der linksextreme Terrorist Carlos einen Anschlag, bei dem fünf Menschen starben und 29 verletzt wurden. Zwanzig Kilometer vor Limoges explodierte die im zweiten der zehn Wagen deponierte Bombe. Der Zug kam erst zwei Kilometer nach dem Anschlag zum Stehen.
Ostercappeln ( BR Deutschland)
2. August 1982 – Zwei Soldaten der britischen Streitkräfte brachten nach einer Amokfahrt ihren Panzer auf den Gleisen der Bahnstrecke Wanne-Eickel–Hamburg zum Stehen. Der D 15233 fuhr in den Panzer und zertrümmerte ihn. Die beiden Soldaten kamen ums Leben, der Lokomotivführer und 20 Reisende wurden verletzt.
Lyon ( Frankreich)
31. Dezember 1983 – In der Silvesternacht 1983 explodierte in einem TGV südlich von Lyon ein Sprengsatz, außerdem im Bahnhof Marseille-St-Charles. Auch hier war der Terrorist Carlos für die zwei Anschläge mit vier Toten verantwortlich.
Apenninbasistunnel ( Italien)
23. Dezember 1984 – Bei einem Bombenanschlag der Mafia im Apenninbasistunnel auf den Rapido 904 starben 17 Menschen, 267 wurden darüber hinaus verletzt.
Mankulam ( Sri Lanka)
20. Januar 1985 – Separatistische Tamilen brachten zwischen den Bahnhöfen Mankulam und Murukandy durch Minen einen Personenzug zum Stehen und griffen ihn dann mit Schusswaffen an. Mindestens 36 Menschen starben.
Bunowo ( Bulgarien)
9. März 1985 – Sieben Menschen, darunter zwei Kinder, starben, als ein Wagen des Schnellzuges Sofia–Burgas explodiert. Der Sprengsatz sollte mittels Zeitzünder im nahegelegenen Tunnel explodieren und so mehr Opfer fordern. Auf Grund einer Verspätung des Zuges explodierte die Bombe im Bahnhof. Verantwortlich für die Bluttat war die Türkische Befreiungsbewegung in Bulgarien, die bis 1989 weitere vier Attentate verübte.
Mosambik ( Mosambik)
2. August 1985 – Bei einem Eisenbahnunfall starben 58 Menschen, 160 wurden darüber hinaus verletzt. Nach Angabe der Regierung war es ein betrieblich bedingter Unfall. Die Guerillas behaupteten einen von ihnen durchgeführten Sabotageakt als Ursache.
Bheramara ( Bangladesch)
15. Mai 1986 – An einer Bahnstrecke in der Nähe von Bheramara wurden Laschen entfernt, die Schienenstücke verbanden. Daraufhin entgleiste ein Schnellzug und mehrere Personenwagen kippten in einen Kanal, an dem die Strecke entlang führte. Mindestens 25 Menschen starben, 45 wurden darüber hinaus verletzt.
Cuzco ( Peru)
25. Juni 1986 – In Cuzco, Peru, starben sieben Menschen, darunter drei Deutsche, bei einem Anschlag auf einen mit Touristen besetzten Zug. Beschuldigt wurde die Terrorgruppe „Leuchtender Pfad“.
Pessene ( Mosambik)
31. Dezember 1987 – Guerillas ließen einen Zug mit 1500 Gastarbeitern, die aus Südafrika zurückkehrten, durch die Explosion einer Landmine entgleisen und beschossen den Zug anschließend. Einige Fahrgäste wurden entführt. 22 Menschen starben, 77 wurden darüber hinaus verletzt.
Hangzhou – Shanghai ( Volksrepublik China)
26. Juni 1989 – In einem Zug von Hangzhou nach Shanghai explodierte Dynamit in einer Toilette und zerriss einen Teil eines Wagens. Unklar blieb, ob dies ein Anschlag oder ein Unfall war. 20 Menschen starben, 11 wurden darüber hinaus schwer verletzt.
Cherlapally ( Indien)
10. Oktober 1990 – Bei einem Anschlag von Naxaliten auf einen Personenzug in Cherlapally bei Hyderabad im indischen Bundesstaat Andhra Pradesh geriet ein Zug in Brand. 40 Menschen starben.
Kompongi ( Kambodscha)
17. Oktober 1990 – Guerillas ließen einen Zug entgleisen und beschossen ihn. 50 Menschen starben.

### 1991 bis 2000
Mumbai ( Indien)
9. November 1991 – Zehn Passagiere starben bei einem Anschlag auf einen Vorortzug in Mumbai (Bombay).
London ( Vereinigtes Königreich)
22. Oktober 1992 – Bombenanschlag der IRA auf einen U-Bahnhof in Hampstead.
Baku ( Aserbaidschan)
19. März 1994 – Bei dem Bombenanschlag in der U-Bahn von Baku, hinter dem Mitglieder der separatistischen Lesgischen Nationalen Bewegung „Sadwal“ gestanden haben sollen, wurden 14 Menschen getötet und 49 verletzt.
 Quipungo ( Angola)
31. Mai 1993 – Aufgrund eines Anschlags durch Unita-Rebellen entgleiste ein Zug. 355 Menschen starben.
Baku ( Aserbaidschan)
3. Juli 1994 – Bei einem weiteren Bombenanschlag in der U-Bahn von Baku wurden 13 Menschen getötet und 58 verletzt. Hintergrund sollen erneut armenisch-aserbaidschanische Rivalitäten gewesen sein.
Diphu ( Indien)
25. Februar 1995 – In einem Militärzug explodierten Bomben. 25 Menschen starben.
Tokio ( Japan)
20. März 1995 – In der U-Bahn von Tokio kostete ein Anschlag mit dem hochgiftigen Nervengas Sarin 13 Menschen das Leben und forderte 6.252 Verletzte. Verantwortlich für die Tat war Ōmu Shinrikyō, deren Anführer Shōkō Asahara am 16. Mai 1995 festgenommen, im Jahre 2004 zum Tode verurteilt und 2018 hingerichtet wurde.
Yokohama ( Japan)
19. April 1995 – Bei einem Giftgasanschlag auf den Bahnhof Yokohama wurden 671 Menschen verletzt.
Tokio ( Japan)
5. Mai 1995 – Giftgasanschlag auf die U-Bahn, niemand wurde verletzt.
Yokohama ( Japan)
15. Mai 1995 – Bei einem weiteren Giftgasanschlag der Ōmu Shinrikyō auf die U-Bahn wurden drei Personen verletzt.
Yokohama ( Japan)
2. Juli 1995 – Bei einem Giftgasanschlag auf einen U-Bahnhof wurden 36 Personen verletzt.
Tokio ( Japan)
4. Juli 1995 – Giftgasanschlag auf einen U-Bahn-Zug, keine Verletzten.
Tokio ( Japan)
5. Juli 1995 – Giftgasanschlag auf einen Bahnhof, drei Verletzte.
Paris ( Frankreich)
25. Juli 1995 – An der RER-Station Saint-Michel in Paris wurden durch eine Bombenexplosion acht Menschen getötet und 119 verletzt. Zu den Anschlägen bekannte sich die algerische Bewaffnete Islamische Gruppe (GIA).
Paris ( Frankreich)
6. Oktober 1995 – In der Métro von Paris wurden bei einer Bombenexplosion 16 Menschen verletzt.
Hyder ( Vereinigte Staaten)
9. Oktober 1995 – Ein Anschlag auf den Fernzug Sunset Limited der Eisenbahngesellschaft Amtrak in der Nähe von Hyder im US-Bundesstaat Arizona forderte einen Toten und 78 Verletzte. Das FBI eröffnete eine Großfahndung, der oder die Täter wurden aber nie gefasst.
Paris ( Frankreich)
17. Oktober 1995 – Zwischen den Pariser Metrostationen Musée d’Orsay und Saint-Michel explodierte in einem RER-Metrozug ein Sprengsatz, 30 Menschen wurden verletzt.
Moskau ( Russland)
11. Juni 1996 – Mitten im morgendlichen Berufsverkehr wurden bei einer Bombenexplosion in der Moskauer Metro vier Menschen getötet und zwölf verletzt.
Paris ( Frankreich)
3. Dezember 1996 – In der Pariser RER-Metro wurden bei einem Bombenattentat vier Menschen getötet und 91 verletzt. Wegen der Anschlagsserie in der französischen Hauptstadt wurden im Oktober 2002 zwei Algerier als Mittäter zu lebenslangen Haftstrafen verurteilt.
Assam ( Indien)
30. Dezember 1996 – Auf den Brahmaputra Mail, der nach Delhi unterwegs war, wird ein Anschlag verübt. Im Gleis war eine Bombe an einer Stelle der Strecke platziert worden, die der Zug mit hoher Geschwindigkeit befuhr. Die Bombe wurde vermutlich ferngesteuert ausgelöst. Drei Wagen des Zuges wurden zerstört, sechs weitere entgleisten, 33 Menschen starben. Die indische Regierung vermutete assamesische Separatisten hinter dem Anschlag.
Lehra Khanna ( Indien)
8. Juli 1997 – Bei einem Bombenanschlag auf einen Reisezug im Bahnhof Lehra Khanna, Punjab, sterben 33 Menschen.
Khaipur ( Pakistan)
17. Juni 1998 – 23 Menschen wurden bei einem Bombenanschlag auf zwei Züge in Khairpur, Pakistan, getötet.
Schnellfahrstrecke Hannover–Berlin ( Deutschland)
8. Dezember 1998 – Ein Erpresser löste bei Uchtspringe (Altmark) Schrauben und hob das Gleis ca. 3 cm an. Trotzdem entgleiste der mit 250 km/h darüber fahrende ICE nicht.
Wilmersdorf bei Angermünde ( Deutschland)
16. Dezember 1998 – Derselbe Erpresser lockerte erneut Schrauben an Schienen, diesmal am Gleis der Angermünde-Stralsunder Eisenbahn.
Klein Bünzow ( Deutschland)
18. Dezember 1998 – Derselbe Erpresser manipulierte erneut das Gleis der Angermünde-Stralsunder Eisenbahn, diesmal zwischen Anklam und Greifswald. Ein Güterzug entgleiste. Es entstand Sachschaden in Millionenhöhe. Der Erpresser und sein Komplize wurden am 23. Dezember 1998 verhaftet. Das Landgericht Berlin verurteilte den Haupttäter am 24. Januar 2000 u. a. wegen versuchten Mordes zu einer lebenslangen Freiheitsstrafe.
Grdelica ( Jugoslawien)
12. April 1999 – Während des Kosovokrieges griff ein F-15E Strike Eagle-Kampfflugzeug der NATO kurz hintereinander zwei Mal die Morava-Brücke bei Grdelica mit Luft-Boden-Rakete des Typs AGM-130 an. Beide Male wurde dabei der Schnellzug D 393 Niš–Ristovac getroffen, der die Brücke gerade befuhr. 14 Tote und 16 Verletzte waren die Folge.
Delhi Junction ( Indien)
6. Januar 2000 – Im Delhi–Saharanpur Express (Zug Nr. 4545) explodierte eine Bombe, als er im Bahnhof Delhi Junction, Delhi stand. 23 Menschen wurden verletzt.
Chongajan ( Indien)
19. Januar 2000 – Nach einem Bombenanschlag auf die Bahnstrecke Lumding Junction–Tinsukia Junction zwischen den Bahnhöfen Chongajan und Bokajan entgleisten zehn Wagen eines von Ledo kommenden, in westliche Richtung fahrenden Kohlezugs. Zugerechnet wurde der Anschlag der Freiheitsbewegung der Naga.
Samba ( Indien)
10. Februar 2000 – Nach einem Anschlag auf die Strecke entgleisten zehn Wagen des Jammu Tawi–Sealdah Express (Zug Nr. 3152) zwischen den Bahnhöfen Vijaypur Jammu und Samba. 5 Menschen starben, zwei Wagen wurden schwer beschädigt, im Gleis zwei weitere Bomben gefunden, die nicht gezündet hatten.
Jhinjhak ( Indien)
17. Februar 2000 – Im New Delhi–Lucknow Gomti Express (Zug Nr. 2420) explodierte in der Nähe des Bahnhofs Jhinjhak eine Zeitbombe. 16 Menschen wurden verletzt.
Aluabari Road ( Indien)
21. März 2000 – Nachdem Unbekannte Schienenbefestigungen entfernt hatten, entgleisten Lokomotive und fünf Wagen des Katihar–Siliguri Inter City Express zwischen den Bahnhöfen Aluabari Road und Pothia. Das führte auch zum Einsturz einer hölzernen Brücke. Ein Mensch starb, sechs wurden darüber hinaus verletzt.
Rangiya ( Indien)
21. März 2000 – Nach einem Bombenanschlag auf die Strecke zwischen Rangiya und Ghograpar entgleisten Lokomotive und 12 mit Zement beladene Wagen eines Güterzuges. Auch die Lokomotive wurde beschädigt. Den Anschlag begangen zu haben, wurden militante Bodo verdächtigt.
Khandikar ( Indien)
31. Juli 2000 – Bei einem Bombenanschlag auf der Puthimari-Nadi-Brücke zwischen Khandikar und Goreswar entgleisten einige Wagen des Katihar–Tezpur Express, zwei wurden schwer beschädigt. Neun Menschen starben, neun weitere wurden verletzt. Die meisten Opfer waren Angehörige des Militärs. Militante Bodo wurden verdächtigt, den Anschlag begangen zu haben.
Rauzagaon ( Indien)
14. August 2000 – Im Bahnhof von Rauzagaon explodierte eine Zeitbombe im Muzzaffarpur–Ahmedabad Sabarmati Express. 11 Menschen starben. 
Bangi Nihal Singh ( Indien)
26. Oktober 2000 – In einem Zug, der von Bathinda nach Shergarh unterwegs war, explodierte beim Haltepunkt Bangi Nihal Singh eine Bombe. Zwei Menschen starben, 19 wurden verletzt.

## 21. Jahrhundert

### 2001 bis 2010
Dharmabad (Maharashtra) ( Indien)
28. Februar 2001 – Nachdem Gleise und Schwellen ausgebaut worden waren, entgleiste der Zug 582 Nizamabad–Mudkhed auf der Bahnstrecke Mudkhed Junction–Jankampet Junction zwischen den Bahnhöfen Dharmabad und Samrala.
Koiripur (Uttar Pradesh) ( Indien)
19. Mai 2001 – Nachdem Laschen von Schienenverbindungen entfernt worden waren, entgleiste der Sadbhavana Express (Zug Nr. 4007) von Darbhanga nach Delhi zwischen den Bahnhöfen Koiripur und Maharani Paschim auf der Strecke Sultanpur Junction–Zafarabad Junction. Ein Mensch starb, vier wurden verletzt.
Zenza do Itombe ( Angola)
10. August 2001 – 252 Tote und 165 Verletzte forderte der Anschlag auf einen Reisezug im Angolanischen Bürgerkrieg auf der Bahnstrecke Zenza do Itombe–Dondo, einer Zweigstrecke der Luandabahn.
Muradnagar (Uttar Pradesh) ( Indien)
14. August 2001 – Im Zug Nr. 372 von Rishikesh nach Dalhi explodierte nördlich des Bahnhofs Muradnagar eine Bombe. Drei Menschen starben, 14 wurden darüber hinaus verletzt.
Chaprakata (Assam) ( Indien)
25. September 2001 – Nach einem Bombenanschlag, der die Strecke beschädigte, entgleisten zwischen den Bahnhöfen Chaprakata und Bijni die Lokomotive und die ersten acht Wagen des North East Express (Zug Nr. 5622) von Delhi nach Guwahati. Zwei Wagen stürzten um, einer geriet in Brand. 24 Menschen wurden verletzt.
Parasnath (Westbengalen) ( Indien)
20. Februar 2002 – Attentäter hatten Eisenbahnschwellen auf der Bahnstrecke zwischen Parasnath und Nimiaghat aufgehäuft, in die der Patna–Hatia Express hineinfuhr, wobei 12 Wagen entgleisten. Acht Menschen wurden verletzt.
Godhra ( Indien) – Brandanschlag
27. Februar 2002 – Aus einer Menschenmenge, die sich hauptsächlich aus Muslimen zusammensetzte, wurde im Bahnhof Goghra Junction ein mit hinduistischen Pilgern besetzter Zug angegriffen. Die Pilger kamen aus Ayodhya und gehörten überwiegend der Bewegung Vishva Hindu Parishad an, die dort 1992 die Babri-Moschee abgerissen hatte, um dort den hinduistischen Ram-Janmabhumi-Tempel (wieder) zu errichten. In einen Wagen des Zuges wurde Petroleum gegossen und angezündet. 59 Menschen starben, 48 wurden darüber hinaus verletzt. Der Anschlag war die Initialzündung für größere Unruhen und Pogrome gegen Muslime im Bundesstaat Gujarat, bei denen 1000–2000 Menschen ums Leben kamen.
Doraha (Punjab) ( Indien)
13. März 2002 – Im Ganga Sutlej Express (Zug Nr. 3308) von Firozpur Cantonment nach Dhanbad explodierte eine Bombe zwischen den Bahnhöfen Sahnewal und Doraha. Drei Menschen starben, 25 wurden darüber hinaus verletzt. Das Attentat wurde militanten Kashmiri zugeordnet.
Mehrawana (Uttar Pradesh) ( Indien)
12. Mai 2002 – Nachdem Unbekannte Gleisverbindungen gelöst hatten, entgleisten die zweite Lokomotive und 13 Wagen des wegen einer Entgleisung an anderer Stelle umgeleiteten Shramjeevi Express auf der Fahrt von Neu Delhi nach Patna zwischen den Bahnhöfen Kheta Sarai und Mehrawana. 11 Menschen starben, 47 wurden darüber hinaus verletzt.
Chandrapura (Jharkhand) ( Indien)
27. Juni 2002 – Im Patna-Hatia Express (Zug Nr. 8625) explodierte eine Bombe, die in einem Gepäcknetz deponiert worden war. 12 Menschen wurden verletzt.
Chandausi (Uttar Pradesh) ( Indien)
3. Juli 2002 – Im Zug 375B von Bareilly nach Delhi explodierte eine Bombe im Bahnhof Chandausi, zeitgleich eine zweite im Bahnhof selbst. 12 Menschen wurden verletzt. Eine lokale politische Rivalität soll dem Anschlag zugrunde gelegen haben.
Kotalkupur (Jharkhand) ( Indien)
15. August 2002 – Im Zug 803 von Rampurhat nach Barharwa explodierte eine Bombe. 15 Menschen wurden verletzt.
Rafiganj ( Indien) – Entgleisung
10. September 2002 – Der Rajdhani Express, der Kalkutta mit Neu-Delhi verbindet, entgleiste auf der Brücke über den Fluss Dhave beim Bahnhof Rafiganj bei Gaya, zwei Wagen stürzten in den Fluss. Mehr als 130 Menschen starben, 50 wurden vermisst, mehr als 150 verletzt. Die offizielle Untersuchung kam zu dem Ergebnis, dass Laschen an Schienenstößen entfernt worden waren. Es blieb aber umstritten, ob es ein Anschlag oder ein Unfall war.
Pendekallu ( Indien)
21. Dezember 2002 – Nachdem ein Stück des Gleises herausgesägt worden war, entgleiste ein Schnellzug der South Central Railway, der zwischen Hyderabad und Bangalore verkehrte, in der Nähe des Bahnhofs Pendekallu im indischen Bundesstaat Andhra Pradesh. 19 Menschen kamen dabei ums Leben. Niemand bekannte sich zu der Tat. Die Beweislage gegen einen Verdächtigen, der 13 Monate nach der Tat verhaftet wurde und der der islamistischen Terrororganisation Laschkar-e Taiba nahestand, blieb dürftig.
Diphu (Assam) ( Indien)
20. Januar 2003 – Nach einer Bombenexplosion entgleiste der Kamrup Express von Dibrugarh nach Haora zwischen den Bahnhöfen Diphu und Nailalung.
Daegu ( Südkorea)
18. Februar 2003 – In der U-Bahn Daegu (Südkorea) starben bei einem Selbstmordversuch 192 Menschen. Darüber hinaus wurden 148 verletzt. Die hohe Zahl der Opfer beruhte auch auf einem äußerst mangelhaften Brandschutz.
Mumbai ( Indien)
13. März 2003 – bei einer Serie von Anschlägen am 12. März in Mumbai war indirekt auch ein Regionalzug betroffen. Bei der Explosion eines Sprengsatzes, der in einem Frauen-Abteil der 1. Klasse versteckt war, starben am 13. März elf Menschen.
Buxar ( Indien)
1. Juni 2003 – Nachdem eine Schiene durchsägt worden war, entgleiste der Rajdhani Express (Zug Nr. 2391) auf seiner Fahrt von Patna nach Neu Delhi zwischen den Bahnhöfen Buxar und Baruna. Ein Mensch starb, 19 weitere wurden verletzt, als die Lokomotive und 14 Wagen entgleisten. Vier davon stürzten um.
Raya (Uttar Pradesh) ( Indien)
13. Juni 2003 – Aufgrund eines Gegenstandes, der auf das Gleis gelegt worden war, entgleiste der Gokul Express (Zug Nr. 5316) von Agra nach Gonda zwischen den Bahnhöfen Raya und Sonai. Zwei Menschen starben, 10 wurden darüber hinaus verletzt, als Lokomotive und erster Wagen umstürzten.
Kislowodsk ( Russland)
3. September 2003 – Sieben Tote und 80 Verletzte waren die Folge einer Explosion in einem Vorortzug.
Samba ( Indien)
26. Oktober 2003 – Nach einer Bombenexplosion zwischen den Bahnhöfen Samba und Hiranagar entgleisten Lokomotive und fünf Wagen des Shalimar Express, der von Jammu Tawi nach Neu Delhi unterwegs war.
Jessentuki ( Russland)
5. Dezember 2003 – 41 Todesopfer und 155 Verletzte forderte ein Selbstmordanschlag auf einen Eisenbahnzug in Jessentuki/Südrussland.
Moskau ( Russland)
6. Februar 2004 – Beim Anschlag auf eine vollbesetzte U-Bahn in Moskau wurden 39 Menschen getötet und mehr als 100 weitere verletzt.
Udalkachhar (Chhattisgarh) ( Indien)
5. März 2004 – In der Zufahrt zur Brücke 55 über den Halfadi wurde ein Gleisstück entfernt. Als der Zug Nr. 406B von Bishrampur nach Bilaspur die Stelle befuhr, entgleiste er auf der Brücke, ein Wagen stürzte in den Fluss. Zwei Menschen starben, 24 wurden darüber hinaus verletzt.
Madrid ( Spanien)
11. März 2004 – Bei den Madrider Zuganschlägen durch islamische Terroristen explodierten zehn Bomben in Madrider Vorortzügen und zudem im Bahnhof Madrid-Atocha. Sie forderten 191 Tote und 2051 Verletzte.
Uzunovo/Bogatishchevo ( Russland)
12. Juni 2005 – Zwischen den Bahnhöfen Uzunovo und Bogatischchewo, 153 km von Moskau entfernt, wurde morgens um 7:10 Uhr ein Bombenanschlag auf den Zug Grozny-Moskau verübt. Die Lokomotive und die ersten vier Personenwagen entgleisten. 42 Menschen wurden verletzt. Die Ermittler stellten die Zündvorrichtung etwa 50 Meter vom Bahndamm entfernt sicher.
London ( Vereinigtes Königreich)
7. Juli 2005 – Anschläge islamistischer Selbstmordattentäter in Londoner U-Bahn-Stationen und Bussen. Insgesamt 56 Tote und etwa 700 Verletzte waren zu beklagen. Drei der Explosionen fanden gleichzeitig um etwa 8:50 Uhr WEZ in fahrenden U-Bahn-Zügen statt. Jeweils sieben Todesopfer forderten die Anschläge bei Liverpool Street und Edgware Road. Der schwerste der Anschläge ereignete sich zwischen King’s Cross St. Pancras und Russell Square mitten im Tunnel und forderte 28 Tote.
Harpalganj ( Indien)
28. Juli 2005 – Bei einem Bombenanschlag auf den Shramjeevi Express in Harpalganj starben 14 Menschen, weitere 62 wurden verletzt. Die Verantwortung wurde dem Students Islamic Movement of India (SIMI) zugeschrieben.
Nagina ( Indien)
26. Februar 2006 – Nachdem Schienenbefestigungen entfernt worden waren, entgleisten drei Wagen des Schnellzugs Nr. 3049 auf dem Weg von Howrah (Kalkutta) nach Amritsar zwischen den Bahnhöfen Puraini und Nagina. Ein Mensch starb, zwei weitere wurden verletzt.
São Paulo ( Brasilien)
7. Juli 2006 – Ein Sprengsatz explodierte in einer U-Bahn, 11 Personen wurden verletzt.
Mumbai ( Indien)
11. Juli 2006 – Mehrere Bombenanschläge auf Nahverkehrszüge in Mumbai mit 207 Toten und 714 Verletzten. Verantwortlich für den Anschlag wurden die Laschkar-e Taiba und die SIMI gemacht.
Kirandul (Chhattisgarh) ( Indien)
8. Oktober 2006 – Nachdem maoistische Terroristen Schienen zwischen den Bahnhöfen Bacheli und Kirandul ausgebaut hatten, entgleiste ein Güter-Leerzug mit zwei Lokomotiven und fünf Wagen. Bomben, die ebenfalls an der Unfallstelle deponiert waren, explodierten nicht.
Chamua (Bihar) ( Indien)
30. Oktober 2006 – Durch eine Bombenexplosion entgleisten Lokomotive und sechs Wagen  des Zuges 449, der von Narkatiaganj nach Gorakhpur unterwegs war.
Bhansi (Chhattisgarh) ( Indien)
30. Oktober 2006 – Nachdem maoistische Terroristen Schienen zwischen den Bahnhöfen Bhansi und Kamalur entfernt hatten, entgleisten drei Lokomotiven und vier Wagen eines Güterzugs.
Belakoba (Westbengalen) ( Indien)
20. November 2006 – Sieben Menschen starben, 45 wurden darüber hinaus verletzt, als eine Bombe im Zug Nr. 618, der von Haldibari nach New Jalpaiguri unterwegs war, im Bahnhof Belakoba explodierte.
Diwana ( Indien)
18. Februar 2007 – Bei einem Bombenanschlag auf den Samjhauta Express starben 68 Menschen, weitere 50 wurden verletzt.
Malaja Wischera ( Russland)
14. August 2007 – Auf der Schnellfahrstrecke Sankt Petersburg–Moskau explodierte nahe Malaja Wischera ein Sprengsatz, wodurch der Newski-Express, unterwegs von Moskau nach Sankt Petersburg, bei knapp 130 km/h entgleiste. Von den 250 Fahrgästen an Bord des Zuges wurden 60 verletzt, 38 von ihnen wurden ins Krankenhaus eingeliefert.
Chetar (Jharkhand) ( Indien)
10. November 2007 – Acht Wagen des Schnellzugs von Ranchi nach Varanasi (Zug Nr. 8611) entgleisten, nachdem das Gleis manipuliert worden war. Eine Person wurde verletzt.
Naojan (Assam) ( Indien)
13. Dezember 2007 – Im Rajdhani Express (Zug Nr. 2423) explodierte auf seiner Fahrt von Neu Delhi nach Ahmedabad zwischen den Bahnhöfen Naojan und Chongajan in einem Schlafwagen eine Bombe. Fünf Menschen starben, vier wurden darüber hinaus verletzt.
Colombo ( Sri Lanka)
26. Mai 2008 – Bei einem Bombenanschlag auf den Panadura train im Vortortbahnhof Dehiwala station starben acht Menschen, weitere 72 wurden verletzt.
Lalmatia (Bihar) ( Indien)
8. Juni 2008 – Auf der Grubenbahn der NTPC Limited wurden Gleisbefestigungen von politischen Extremisten entfernt. 13 Wagen eines Kohlezugs entgleisten.
Bacheli (Chhattisgarh) ( Indien)
9. Juni 2008 – Nach einer Beschädigung des Gleises durch maoistische Extremisten entgleisten zwischen den Bahnhöfen Bacheli und Bhansi die beiden Lokomotiven eines Güterzuges.
Baradwar (Chhattisgarh) ( Indien)
5. August 2008 – Nachdem Gleisbefestigungen entfernt worden waren, entgleisten 18 Wagen eines Güterzuges zwischen den Bahnhöfen Saragaon Road und Baradwar und blockierten die Hauptstrecke zwischen Mumbai (Bombay) und Kolkata (Kalkutta).
Dhansiri (Assam) ( Indien)
19. September 2008 – Eine Menschenmenge stoppte einen Güterzug zwischen den Bahnhöfen Dhansiri und Rangapahar, der aus 48 Kesselwagen bestand, die Treibstoff geladen hatten. Personen aus der Menge öffneten Ablasshähne an den Kesselwagen, um Treibstoff zu entwenden. Dabei vergifteten sich eine große Anzahl von Personen mit den austretenden giftigen Dämpfen. Mindestens 15 Personen starben, mindestens 30 wurden verletzt. Die Menge ließ mehr als 500 Plastikbehälter zurück. Eventuell waren Mitglieder einer militanten Naga-Gruppe an dem Überfall beteiligt.
Diphu ( Indien)
2. Dezember 2008 – In einem Zug, der von Lumding nach Tinsukia unterwegs war, explodierte eine Bombe.
Davanagere ( Indien)
8. Februar 2009 – Nachdem Schienenbefestigungen entfernt worden waren, entgleisten acht Wagen des Chenamma Express auf der Fahrt von Bangalore (heute: Bengaluru) nach Kolhapur – Chhatrapati Shahu Maharaj Terminus zwischen den Bahnhöfen Davanagere und Byadgi.
Chennai ( Indien)
29. April 2009 – Ein Unbefugter setzte einen Elektrotriebwagen in Chennai Central in Betrieb, der dort für die Fahrt nach Tiruvallur bereitgestellt war. Der Triebwagen überfuhr ein „Halt“ zeigendes Signal, durchfuhr die Station Basin Bridge bereits auf dem Gleis der Gegenrichtung und prallte im Bahnhof Vyasarpadi Jeeva, ebenfalls im Stadtgebiet von Chennai gelegen, mit einem Güterzug zusammen. Vier Menschen starben, 11 weitere wurden verletzt, sechs davon hatten auf dem Bahnsteig gestanden, als im benachbarten Gleis der Zusammenstoß erfolgte. Die Lokomotive des Güterzugs und der Triebwagen wurden schwer beschädigt. Zwei von dessen Wagen gerieten in Brand.
Manoharpur (Jharkhand) ( Indien)
19. November 2009 – Maoistische Terroristen ließen zwischen den Bahnhöfen Posoita und Manoharpur unter einem Zug, der von Tatanagar nach Bilaspur unterwegs war, eine Bombe explodieren. Lokomotive und acht Wagen entgleisten, drei Wagen stürzten um. Dabei starben zwei Menschen, 25 weitere wurden verletzt.
Bologoje ( Russland)
27. November 2009 – In der Nähe von Bologoje (Russland) entgleisten nach einer Explosion drei der 14 Waggons des mit etwa 650 Reisenden besetzten Schnellzuges Newski-Express auf der Schnellfahrstrecke Sankt Petersburg–Moskau. Mindestens 26 Fahrgäste kamen dabei ums Leben und rund 100 wurden verletzt. Der Chef der Russischen Staatseisenbahnen, Wladimir Jakunin, sprach offiziell von einem terroristischen Anschlag.
Moskau ( Russland)
29. März 2010 – Bei zwei Explosionen in der Moskauer Metro, die Selbstmordattentäterinnen zugeschrieben werden, starben mindestens 37 Fahrgäste, weitere 70 wurden verletzt.
Manikpara ( Indien)
28. Mai 2010 – Bei einem Anschlag maoistischer Naxaliten auf den Jnaneswari Express von Haora (Kalkutta) nach Mumbai entgleisten alle dreizehn Wagen, vier kippten in das Gleis der Gegenrichtung. Ein entgegenkommender Güterzug fuhr in die Unfallstelle. Der Unfall forderte 148 Tote und mehr als 200 weitere Verletzte.

### 2011 bis 2020
Minsk ( Belarus)
11. April 2011 – Bei der Detonation eines Sprengsatzes auf dem Bahnsteig der Station Kastrytschnizkaja (Кастрычніцкая) der Metro Minsk kamen 15 Personen ums Leben.
Rangiya ( Indien)
10. Juli 2011 – Bei einem Bombenanschlag auf eine Bahnstrecke zwischen Rangiya und Ghagrapar wurde ein Stück des Gleises weg gesprengt. Als anschließend der Schnellzug von Guwahati nach Puri, Nalbari, Assam, die Strecke befuhr, entgleiste er. 100 Menschen wurden verletzt.
Nellore ( Indien)
30. Juli 2012 – Im Tamil Nadu Express geriet ein Schlafwagen in Brand. Die Ursache ist ungeklärt. Einige Umstände deuten darauf hin, dass es ein Anschlag war. 32 Menschen starben, 27 wurden darüber hinaus schwer verletzt.
Dozan ( Pakistan)
16. August 2013 – Zwei Menschen starben bei einem Raketenangriff der Balochistan Liberation Army auf den Jaffar Express in Dozan, einem Vorort von Machh in Belutschistan, kurz vor der Einfahrt in den Bahnhof von Bolan.
Distrikt Nasirabad ( Pakistan)
21. Oktober 2013 – Sieben Menschen wurden bei einem Bombenanschlag auf den Jaffar Express getötet und 17 weitere verletzt.
Kunming ( Volksrepublik China)
1. März 2014 – Bei einem Messerangriff einer Gruppe uigurischer Separatisten auf Reisende im Bahnhof von Kunming wurden 34 Menschen getötet, 143 weitere verletzt.
Sibi ( Pakistan)
8. April 2014 – 16 Menschen starben bei einem Bombenanschlag der Terrororganisation United Baloch Army auf den Jaffar Express im Bahnhof von Sibi.
Belgisch-französische Grenze ( Frankreich,  Belgien)
21. August 2015 – Bei einem vereitelten Anschlag auf einen Thalys-Zug wurden mehrere Personen verletzt. Der Hauptattentäter, ein Marokkaner, wurde am 17. Dezember 2020 in Paris zu lebenslanger Haft verurteilt. Die übrigen drei Angeklagten, die nach Auffassung des Gerichts bei der Vorbereitung des islamistischen Anschlags geholfen haben, sind zu 27, 25 und 7 Jahren Gefängnis verurteilt worden.
Jerusalem ( Israel)
Oktober 2015 – Bei der Messerattacke auf wartende Reisende an einer Haltestelle der Stadtbahn Jerusalem durch einen palästinensischen Jugendlichen wurden zwei Menschen verletzt. Der Täter wurde im Mai 2016 wegen versuchten Mordes zu 18 Jahren Gefängnis verurteilt.
Bahnstrecke Van–Täbris ( Türkei)
2016 – Nach einem Bombenanschlag wurde zumindest der Personenverkehr auf der Strecke bis auf weiteres eingestellt.
Brüssel ( Belgien)
22. März 2016 – Bei einem Bombenanschlag auf die Metro Brüssel starben mindestens 20 Menschen, etwa 130 wurden teils schwer verletzt. Etwa eine Stunde vorher detonierten bei einem Anschlag am Flughafen Brüssel-Zaventem zwei Sprengsätze. Beide Anschläge wurden offenbar gemeinsam geplant.
Winterhausen / Würzburg ( Deutschland)
18. Juli 2016 – Ein als minderjährig und unbegleitet registrierter Flüchtling griff Reisende in einer Regionalbahn auf der Bahnstrecke Treuchtlingen–Würzburg mit einem Beil und einem Messer an. Vier Reisende aus Hongkong wurden dabei schwer verletzt. Der Täter wurde in der Folge von einem Spezialeinsatzkommando (SEK) der Polizei erschossen. Die Ermittlungsbehörden gehen von einer islamistisch motivierten Tat aus.
Salez-Sennwald ( Schweiz)
13. August 2016 – In einem Zug der S4 von Sargans nach St. Gallen ging ein Mann mit einem Messer und Brandbeschleuniger auf Fahrgäste los. Drei Personen – darunter der Täter – starben, sieben weitere erlitten ebenfalls schwere Brand- und Stichverletzungen.
Sulz-Röthis ( Österreich)
16. August 2016 – In einem Regionalzug der ÖBB, der von Feldkirch nach Bregenz unterwegs war, griff ein geistig verwirrter Mann zwei Reisende mit einem Messer an, die dabei erheblich verletzt wurden.
Pukhrayan ( Indien)
20. November 2016 – Der Eisenbahnunfall von Kanpur wurde dadurch verursacht, dass ein Stück Gleis entfernt wurde, wodurch der Indore–Patna-Express entgleiste. Mindestens 150 Menschen starben. Die Täter sollen für den pakistanischen Geheimdienst gearbeitet haben.
Berlin ( Deutschland)
3. Januar 2017 – Ein Zug der S1 kollidierte zwischen den Bahnhöfen Mexikoplatz und Zehlendorf mit einem rund 20 kg schweren Granitblock, der auf das Gleis gelegt worden war. Es entstand Sachschaden in Höhe von 100.000 €. Drei Wagen wurden beschädigt.
Dinslaken ( Deutschland)
12. Januar 2017 – Den Dieben eines Geldautomaten gelang es nicht, ihn aufzubrechen. Sie legten das eine halbe Tonne wiegende Gerät deshalb im Bahnhof Dinslaken auf ein Gleis, um ihn von einem Zug „knacken“ zu lassen. Ein Güterzug der SBB Cargo International fuhr auf den Automaten auf und dessen Lokomotive, eine der Baureihe 189, entgleiste mit dem führenden Drehgestell. 200 Meter Gleis wurden beschädigt, bei dem die Schwellen ausgewechselt werden mussten. Die Strecke blieb fünfeinhalb Stunden komplett gesperrt. Der Anschlag war insofern erfolgreich, als an der Unfallstelle Geldscheine herumflogen, die allerdings von der Polizei eingesammelt wurden.
Jabri ( Indien)
7. März 2017 – Terroristen des Islamischen Staats verübten im Bahnhof Jabri, Shajapur-Distrikt im Bundesstaat Madhya Pradesh, einen Bombenanschlag auf den Personenzug von Bhopal nach Ujjain. 10 Menschen wurden verletzt. Dies war der erste Anschlag des „Islamischen Staats“ in Indien.
Sankt Petersburg ( Russland)
3. April 2017 – Bei dem Bombenanschlag am 3. April in einem Zug der Linie 2 der Metro Sankt Petersburg zwischen den Stationen Sennaja Ploschtschad und Technologitscheski Institut starben 14 Menschen. Eine weitere Bombe in der Station Ploschtschad Wosstanija explodierte nicht.
Jerusalem ( Israel)
14. April 2017 – Bei der Messerattacke eines Palästinensers in der Stadtbahn Jerusalem wurde eine 21-jährige britische Studentin erstochen.
( Deutschland)
19. Juni 2017 – In fünf Bundesländern wurden zeitgleich 13 Brandanschläge auf Kabelanlagen der Eisenbahninfrastruktur verübt, was zu erheblichen Störungen im Zugverkehr führte. Linksextremisten reklamierten die Taten für sich.
London ( Vereinigtes Königreich)
15. September 2017 – Die Explosion in einer Londoner U-Bahn ereignete sich in der Station Parsons Green an der District Line. Mindestens 22 Passagiere wurden verletzt. Die Polizei stufte den Vorfall als terroristischen Akt ein.
Allersberg ( Deutschland)
25. Januar und 19. August 2018 – Ein mit dem IS sympathisierender Iraker, der als anerkannter Flüchtling in Wien wohnte, befestigte, vorgeblich aus Protest gegen den Einsatz von Bundeswehrtruppen im Irak, Holzkeile bzw. „Balkenschuhe“ auf einem Gleis der Schnellfahrstrecke Nürnberg–Ingolstadt bei Allersberg, um ICE entgleisen zu lassen. Die sabotierten Züge entgleisten beim Auffahren auf das Hindernis jedoch nicht. Zudem hinterließ er dort am 25. Januar eine Box mit einer Speicherkarte, auf der eine Rede des ehemaligen IS-Sprechers Abu Mohammad Al-Adnani gespeichert war, schmierte im Zusammenhang mit dem Anschlag vom 19. August ein islamistisches Graffito an eine Brücke, und drohte vor dem zweiten Anschlag mit weiteren Angriffen auf den Schienenverkehr.:
Allersberg ( Deutschland)
7. Oktober 2018 – Der bereits am 25. Januar und 19. August an der oben genannten Schnellfahrstrecke sabotierende Iraker spannte ein an zwei Oberleitungsmasten befestigtes Stahlseil über die Gleise. Als der ICE 821 gegen 23:15 Uhr mit 204 km/h gegen das Hindernis fuhr, nahm der Triebfahrzeugführer ein verdächtiges Geräusch wahr. Bei der Kontrolle des Fahrzeugs nach der Ankunft in München Hauptbahnhof stellte er eine Beschädigung an der Frontscheibe fest. In Allersberg wurden neben dem Stahlseil mit Metallteilen verstärkte Holzkeile, die einen Zug zum Entgleisen bringen sollten, gefunden. und ein Drohschreiben in arabischer Sprache.
Berlin-Karlshorst ( Deutschland)
24./25. Dezember 2018 (nach anderer Angabe am 15. Dezember 2018 ) – Der 2018 drei Anschläge in Allersberg verübende Täter warf in Berlin-Karlshorst eine aus Eisenstangen gebastelte Hakenkralle auf die Oberleitung, um einen Personenzug entgleisen zu lassen. Statt des erwarteten Reisezuges erfasste ein Güterzug die Kralle und beschädigte die Leitung und einen Mast.  Am 25. März 2019 wurden ein Tatverdächtiger, der dem „Islamischen Staat “ nahesteht, in Wien festgenommen, sowie am 27. März 2019 zwei mutmaßliche Mittäter in Prag. Der Täter von Allersberg und Berlin-Karlshorst wurde am 3. Dezember 2020 in Wien zu lebenslanger Haft verurteilt. Eine von ihm in einem Kopierer eines Wiener Copyshops vergessene Vorlage einer Androhung weiterer Eisenbahnattentate war ein wichtiger Hinweis zu seiner Ermittlung.
Nasirabad (Distrikt) ( Pakistan)
17. März 2019 – Bei der Einfahrt eines Expresszuges in einen Bahnhof detonierte ein von belutschischen Separatisten auf den Schienen platzierter Sprengsatz. 4 Personen starben, 31 wurden verletzt.
Utrecht ( Niederlande)
18. März 2019 – In einer Straßenbahn in Utrecht schoss gegen 10:45 Uhr ein Bewaffneter um sich und tötete drei Menschen. Die Polizei nahm den Tatverdächtigen nach kurzer Zeit fest.
Bad Berleburg ( Deutschland)
13. April 2019 – Auf der Strecke Erndtebrück–Bad Berleburg (Rothaarbahn) hängten Unbekannte mehrere Gullydeckel an Seilen von einer Brücke über die Schienen. Diese durchschlugen gegen 6:25 Uhr die Frontscheibe des ersten an diesem Morgen verkehrenden Zuges, einer planmäßigen Leerfahrt eines Triebwagens der Hessischen Landesbahn. Der Triebfahrzeugführer wurde leicht verletzt. Im eingeleiteten Ermittlungsverfahren geriet dann der Triebfahrzeugführer in Verdacht, den Anschlag selbst inszeniert zu haben, wurde verhaftet, aber mangels Haftgründen wieder auf freien Fuß gesetzt. Am 2. Oktober 2020 verurteilt das Amtsgericht Berleburg den Triebfahrzeugführer wegen gefährlichen Eingriffs in den Bahnverkehr und Vortäuschung einer Straftat zu 21 Monaten Haft ohne Bewährung. Der Lokführer hatte gegen das erstinstanzliche Urteil des AG Bad Berleburg Rechtsmittel eingelegt. Der für den 4. Januar 2022 angesetzte Berufungstermin wurde am Morgen des Verhandlungstages überraschend abgesagt. Das LG Siegen teilte als Grund mit, dass nach dem überraschenden Tod des Angeklagten das Verfahren abgeschlossen wird. Die Staatsanwaltschaft Dortmund hat ein Todesermittlungsverfahren eingeleitet.
Hongkong ( Hongkong)
21./22. Juli 2019 – 2019 Yuen Long-Angriff: Ein bewaffneter Mob von Triadengesellschaften, über 400 Männer in weißen Kleidern, griff wahllos Zivilisten auf Straßen mit Stahlstangen und Rattanstöcken an und griff Passagiere in der MTR Yuen Long-Station an. Einige Passagiere kehrten von einem Protest gegen das Auslieferungsgesetz in Sheung Wan zurück.
Niedernhausen ( Deutschland)
20. März 2020 – Auf der Theißtalbrücke der Schnellfahrstrecke Köln–Rhein/Main löste ein wegen Erpressung vorbestrafter Mann auf einer Länge von 80 Metern Schienenschrauben. Ein Lokführer bemerkte den Eingriff beim Befahren der Strecke, bevor es zu einem weiteren Schaden kam. Ein an die Bundeskanzlerin und andere Politiker gerichtetes Bekennerschreiben führte die Ermittler auf die Spur. Am 29. März 2021 wurde er vom Landgericht Wiesbaden wegen versuchten Mordes zu einer Freiheitsstrafe von 9 Jahren und 10 Monaten verurteilt.
Osterhofen ( Deutschland)
25. April 2020 – Bei Osterhofen (Landkreis Deggendorf) auf der Bahnstrecke Passau–Obertraubling fuhr ein ICE über mehrere Betonplatten, die Unbekannte auf die Gleise gelegt hatten. Der Zug entgleiste nicht, niemand wurde verletzt. Anfang Mai wurde ein 15-jähriger syrischer Tatverdächtiger wegen des Verdachts des versuchten Mordes verhaftet.

### Seit 2021

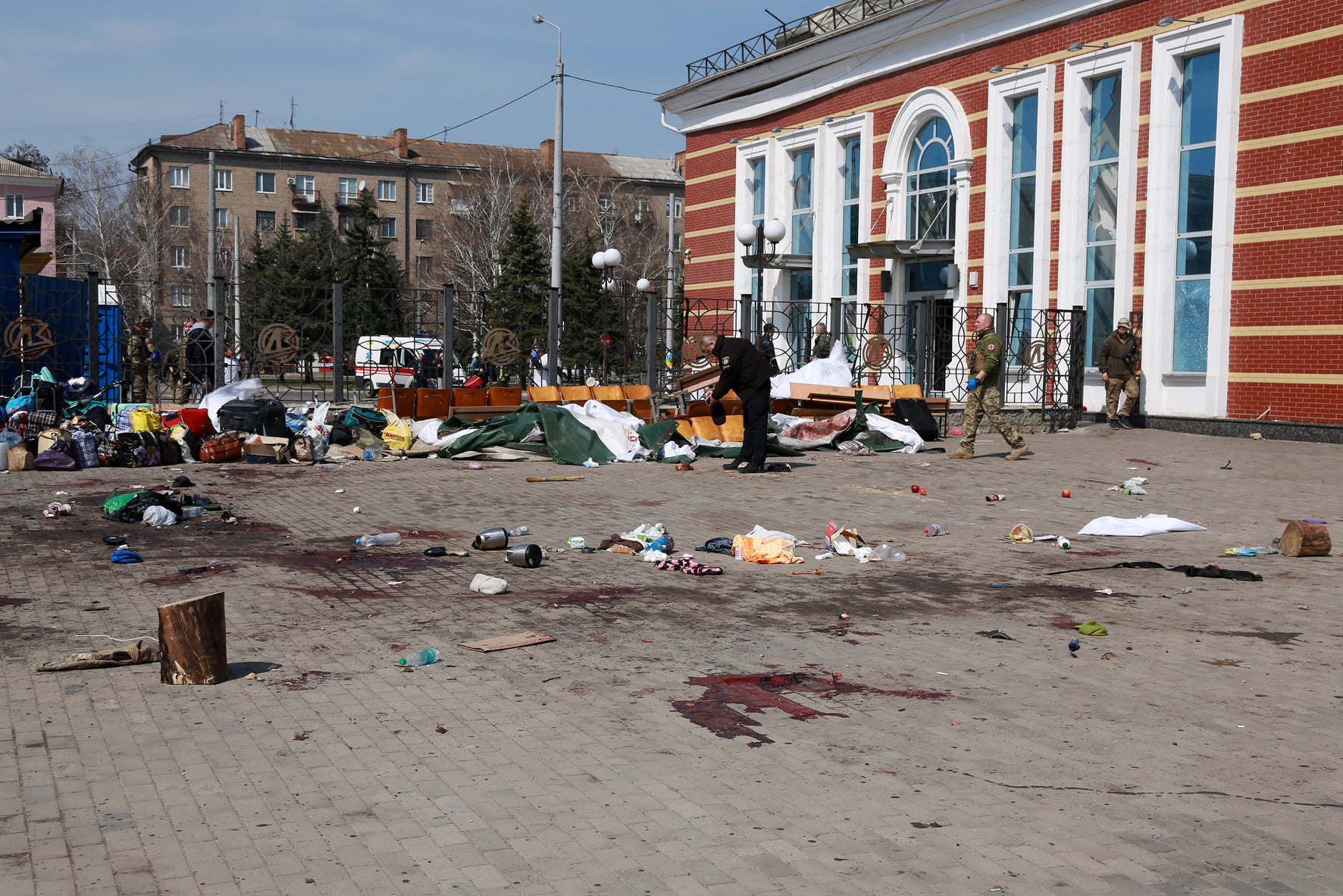
Bahnhofsvorplatz von Kramatorsk nach dem Angriff

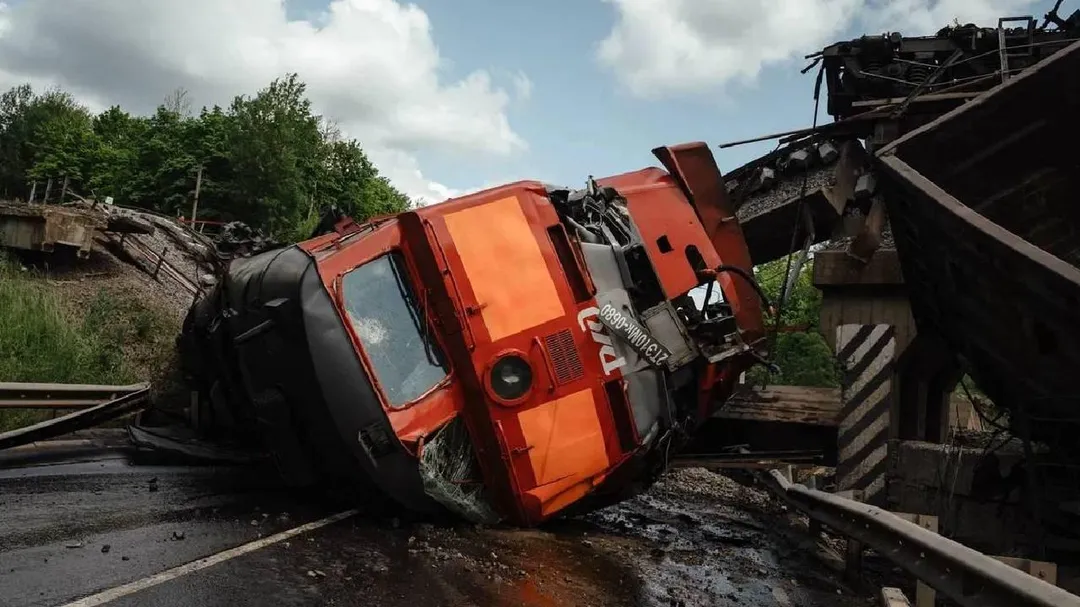
Abgestürzte Lokomotive 2TE10MK bei Schelesnogorsk

Katari ( Nigeria)
28. März 2022 – Auf der Bahnstrecke Abuja–Kaduna wurde ein Zug zum Entgleisen gebracht. Sieben Menschen starben, 22 wurden verletzt und – je nach Quelle – 62 oder 168 entführt. Der Betrieb auf der Strecke wurde nach dem Vorfall eingestellt und erst am 5. Dezember 2022 wieder aufgenommen. (Siehe: hier)
Kramatorsk ( Ukraine)
8. April 2022 – Bei einem Luftangriff im Zuge des Russischen Überfalls auf die Ukraine trafen gegen 10:30 Uhr mehrere russische Raketen (mit hoher Wahrscheinlichkeit 9K79-1 Totschka-U) den Bahnhof Kramatorsk. Dort warteten viele Kriegsflüchtlinge auf ihre Evakuierung mit dem Zug. Insgesamt 57 Menschen starben am Bahnhof, 109 weitere wurden verletzt.
Wolowez ( Ukraine)
2. Juni 2022 – Bei einem Luftangriff im Zuge des Russischen Überfalls auf die Ukraine wurde der Beskid-Tunnel am Kamm der ukrainischen Waldkarpaten mit seegestützten Raketen angegriffen. Die Raketen verfehlten das Ziel. Der Eisenbahnverkehr auf der Bahnstrecke Lwiw–Tschop wurde noch am selben Tag wieder aufgenommen.
Worms ( Deutschland)
21. Juni 2022 – Auf der Bahnstrecke Mainz–Mannheim wurden zwischen den Bahnhöfen Worms und Osthofen Halterungen von Oberleitungsmasten entfernt. Sie neigten sich zur Seite und die Oberleitung hing etwa einen Meter durch. Der Stromabnehmer einer Güterzuglokomotive wurde dadurch beschädigt. Die Bahnstrecke musste 10 Stunden gesperrt werden und es entstand ein Sachschaden von etwa 12.000 Euro.
Tschaplyne ( Ukraine)
24. August 2022 – Im Zuge des russischen Überfalls auf die Ukraine griff Russland am 31. Unabhängigkeitstag der Ukraine einen Personenzug in der Nähe des Bahnhofs der Stadt an. 25 Menschen starben, mindestens 31 weitere wurden verletzt.
Herne und Berlin-Karow ( Deutschland)
8. Oktober 2022 – Zwei zueinander redundante Kabel, die für das Funktionieren des GSM-R-Funknetzes in Norddeutschland unabdingbar sind, wurden an den beiden genannten Orten durchtrennt.
Essen-Dellwig ( Deutschland)
11. Dezember 2022 – In zwei Stellwerksgebäude wurde eingebrochen und gezielt wichtige Kabel in Schaltschränken durchtrennt.
Vaires-sur-Marne / Paris ( Frankreich)
24. Januar 2023 – Ein Kabelschacht in Vaires-sur-Marne wurde aufgebrochen und die Kabel in Brand gesetzt. In der Folge musste der Verkehr von und zum Gare de l’Est in Paris für etwa 36 Stunden komplett eingestellt werden.
Leverkusen ( Deutschland)
30. Januar 2023 – Es wurde an diesem Tag in mindestens drei Stellwerksgebäude (in Essen, Leverkusen und Schwelm) eingebrochen und die Nottaster betätigt, was daraufhin bei Zügen zu Zwangsbremsungen und zu Signalstörungen geführt hat.
Berlin  ( Deutschland)
16. August 2023 – Nach einer Manipulation an einem Signal kam der Güterzug DGS 55643 gegen 2:11 Uhr auf dem Berliner Außenring zum stehen. Die Täter öffneten einen Wagen und entwendeten Ladegut, bevor der Zug nach 20 Minuten auf Befehl das „Halt“ zeigende Signal überfahren durfte.
Hamburg ( Deutschland)
8. September 2023 – Zwischen 2.30 Uhr und 3.40 Uhr wurden im Hamburger Stadtgebiet an drei Orten Kabelschachtbrände an Bahnstrecken entdeckt. Die Ermittler gingen von Brandstiftung und einem politischen Motiv aus. Elf Züge fielen vollständig aus, 19 weitere zum Teil. Dutzende weitere Züge waren anschließend verspätet unterwegs.
Wien ( Österreich)
7. April 2024 – Eine Lok der Prater-Liliputbahn entgleiste und kippte um. Die Waggons blieben aufrecht, alle Fahrgäste und auch der Lokführer blieben unverletzt. Erste Ermittlungen ergaben, dass bei den Schienen mutmaßlich angebrachte Eisenwinkel die Ursache für die Entgleisung waren. Die Polizei ermittelt nun wegen des Verdachts der schweren Sachbeschädigung und der Gefährdung der körperlichen Sicherheit gegen unbekannte Täter. Die Unfallstelle liegt hinter dem bekannten Lokal Luftburg, einem gerade am Wochenende vielfrequentierten Abschnitt des Praters.
 Frankreich
25./26. Juli 2024 – In der Nacht vor der Eröffnungsfeier der Olympischen Spiele wurden an den Schnellfahrstrecken Atlantique, Nord und Est européenne mehrere Brandanschläge an Signalanlagen verübt und Kabel durchtrennt. Ein weiterer Anschlag auf die LGV Sud-Est wurde im letzten Moment vereitelt.
Berlin-Charlottenburg  ( Deutschland)
2. August 2024 – Linksextremistische Täter verübten einen Brandanschlag auf einen Kabelschacht der Deutschen Bahn. Sie lösten damit eine mehrtägige Betriebsstörung in und um Berlin aus, während der 2300 Züge ausfielen oder mit starken Verspätungen verkehrten.
Österreich ( Österreich)
September/Oktober 2024 – Von Ende September bis Mitte Oktober gingen bei der Polizei 27 Bombendrohungen per E-Mail ein, auch gegen eine Reihe von Bahnhöfen in den Landeshauptstädten. Diese mussten dann für die Dauer der Durchsuchung evakuiert werden und den Betrieb einstellen. Ein verdächtiger Schweizer wurde in St. Gallen ver-, aber nicht festgenommen. Am 31. Oktober gab es dann erneut eine Bombendrohung gegen Linz Hauptbahnhof. Indizien sollen auf den gleichen Täter hindeuten.
Heerenveen ( Niederlande)
28. Januar 2025 – Ein Personenzug kollidierte auf der Bahnstrecke Arnhem–Leeuwarden mit einem 20 kg schweren Betonblock, der auf das Gleis gelegt worden war. Der verkeilte sich unter einem Bremsklotz und wurde bis zum nächsten Halt, Bahnhof Heerenveen,  mitgeschleift. Dort musste die Zuggarnitur aus dem Verkehr genommen werden. Verletzt wurde niemand.
München  ( Deutschland)
9. April 2025 – Wegen eines Brandanschlags auf Anlagen der Leit- und Sicherungstechnik in München-Obermenzing kam es in Süddeutschland großflächig zum Ausfall des Zugfunks GSM-R. Die ausschließlich mit ETCS Level 2 betriebene Schnellfahrstrecke Nürnberg–Erfurt konnte fünf Stunden lang nicht befahren werden.
Wygonitschi ( Russland)
31. Mai 2025 – Der Fernreisezug Nr. 86 von Klimowo nach Moskau fuhr gegen 23 Uhr in die Trümmer der kurz zuvor gesprengten Brücke der föderalen Fernstraße A240, wobei sieben Menschen im Zug starben und mindestens 69 weitere verletzt wurden. Die russische Seite geht von ukrainischer Sabotage im Rahmen des russischen Angriffskriegs auf die Ukraine aus.
Schelesnogorsk ( Russland)
1. Juni 2025 – Vor einem heranfahrenden Güterzug wurde eine Brücke über die föderale Fernstraße A142 gesprengt. Die Lokomotive stürzte ab, der Zug entgleiste. Der Lokomotivführer wurde verletzt, die auf der Straße liegende Lokomotive geriet in Brand. Die russische Seite geht von ukrainischer Sabotage im Rahmen des russischen Angriffskriegs auf die Ukraine aus.
Charkiw ( Ukraine)
7. Juni 2025 – Bei einem Luftangriff im Zuge des russischen Überfalls auf die Ukraine wurde die Kindereisenbahn Charkiw getroffen. Die Leiterin starb, 18 weitere Personen wurden verletzt, zwei Gebäude und mehrere Wagen beschädigt.